# Schleswiger Dom
Der St.-Petri-Dom zu Schleswig ist die Predigtkirche des Bischofs des Sprengels Schleswig und Holstein der Evangelisch-Lutherischen Kirche in Norddeutschland. Er zählt zu den bedeutendsten Baudenkmälern Schleswig-Holsteins.

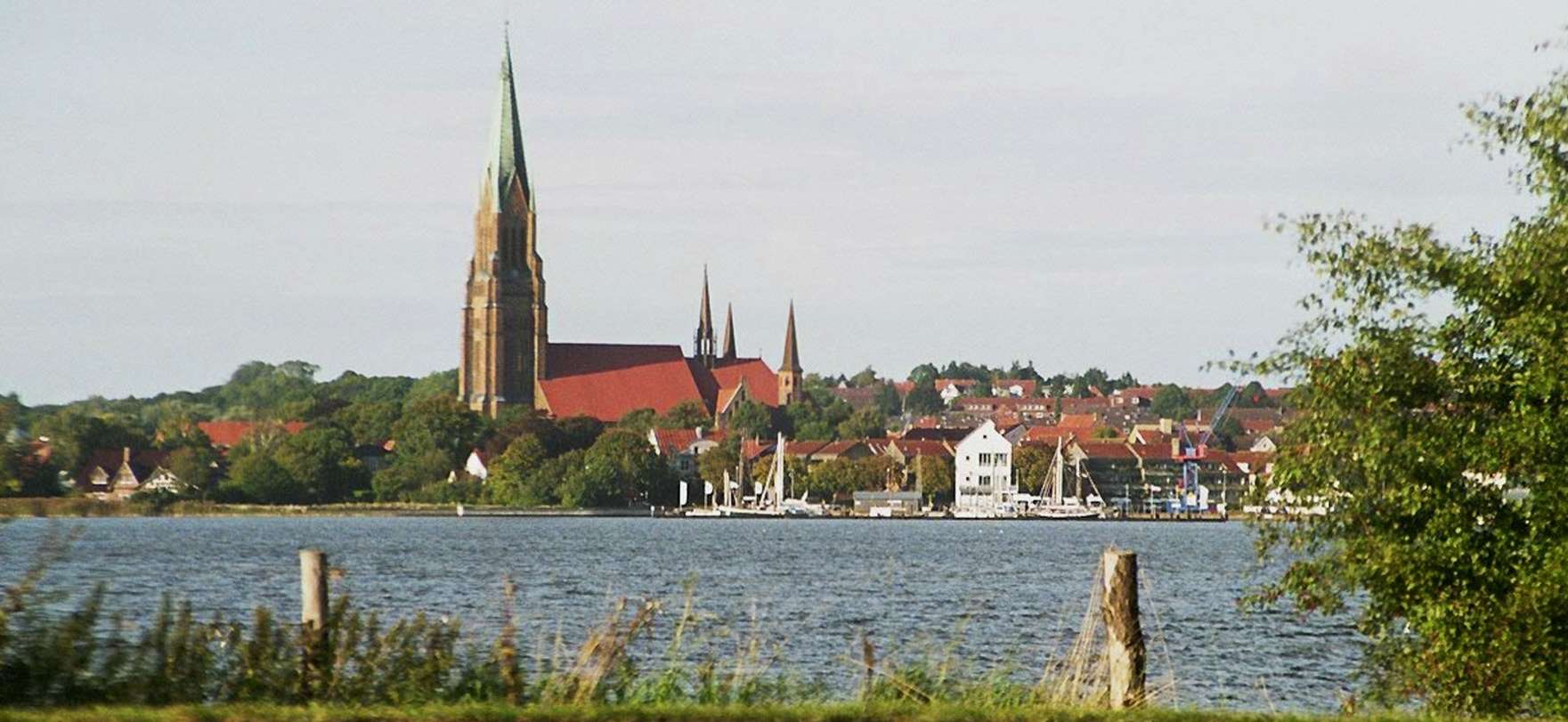
Blick über die Schlei auf Schleswig mit dem Dom

## Geschichte

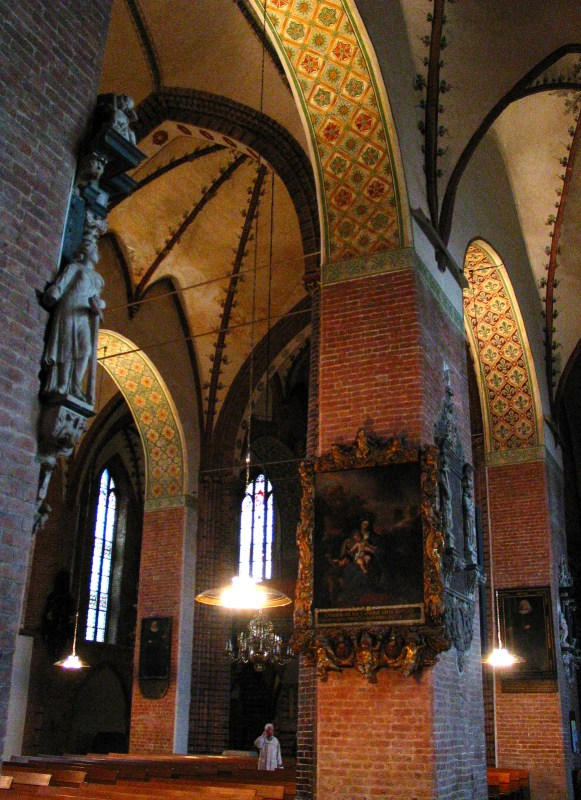
Gotische Hallenkirche

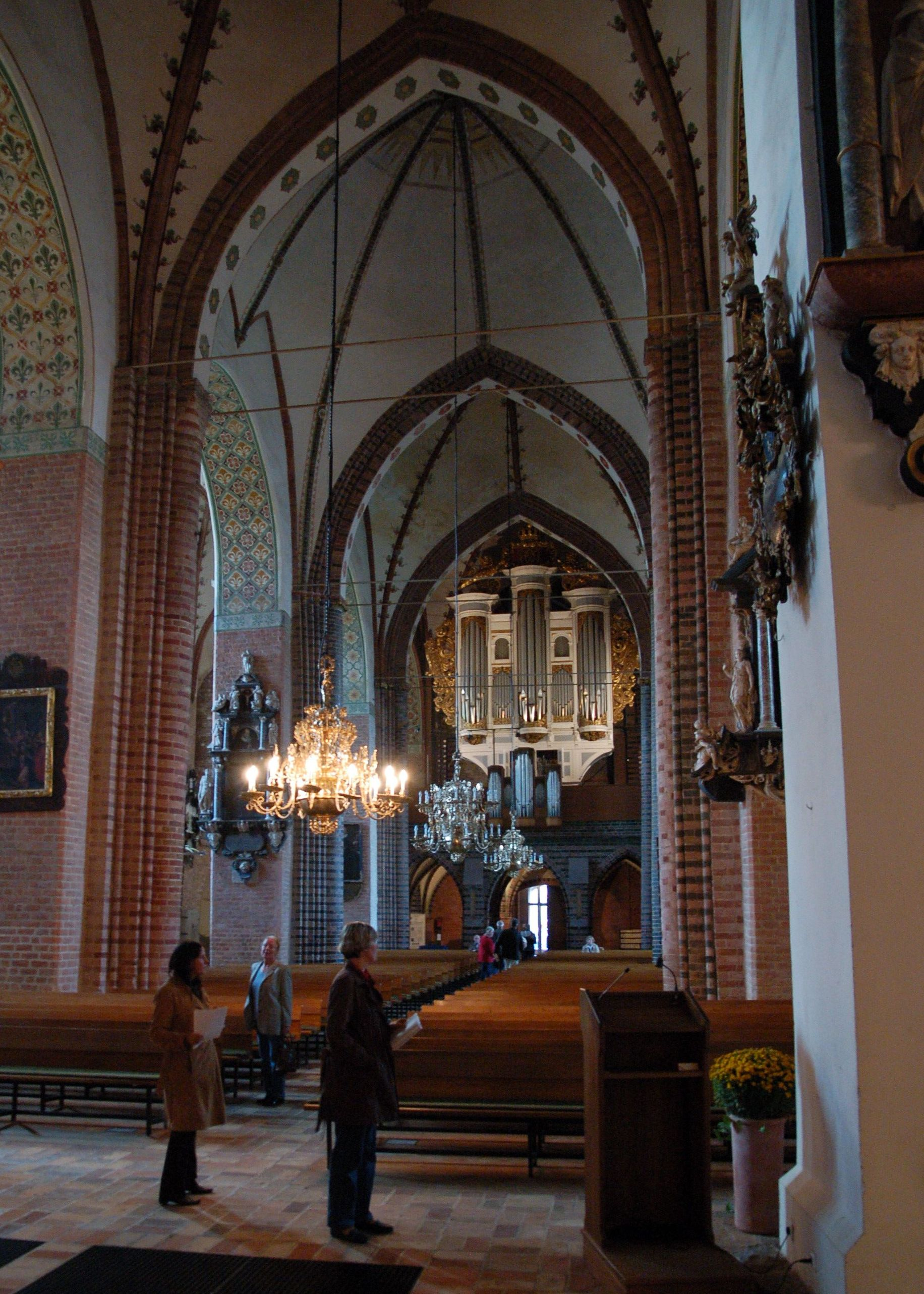
Blick zur Orgel

### Vorgeschichte
850 entstand eine Missionskirche in Haithabu. In den Jahren 947/49 veranlasste König Otto I. die Einrichtung von drei Bistümern auf der kimbrischen Halbinsel, um so indirekt seinen Einfluss nach Norden auszuweiten: zuerst das Bistum Ribe, zuletzt 949 das Bistum Århus, und dazwischen das Bistum Schleswig. Nach der Gründung dieses Bistums 947 wurde ein erster Dom in Schleswig gebaut, von dem man aber weder die Lage noch die Größe kennt.

### Baugeschichte
1134 erschlugen die Bürger Schleswigs den dänischen König Niels in seinem Schloss, nachdem er es abgelehnt hatte, in St. Petri Zuflucht zu suchen. Diese Nachricht enthält die erste schriftliche Erwähnung des Schleswiger Doms.
Dieser Kirchenbau, der erste am heutigen Standort, war als dreischiffige romanische flach gedeckte Basilika angelegt. Mit dem Abschluss des heute noch erhaltenen romanischen Querschiffs um das Jahr 1200 sind die letzten gesicherten Bauarbeiten an der romanischen Basilika dokumentiert. Die Mauern bestanden im Kern aus Gussmauerwerk aus Feldstein, verblendet mit Tuffstein vom Mittelrheingebiet und Gliederungen aus Granit. Schon um 1180 wechselte man zu Backstein als Hauptmaterial.

„Ob diese Granit-Tuff-Kirche je vollendet worden ist, insbesondere, ob sie Westtürme besessen hat, wie der Stifter mit dem doppeltürmigen Kirchenmodell im Bogenfeld des Petriportals uns versichern möchte, ist ungewiss.“

Jedenfalls setzte schon kurz nach Errichtung des romanischen Querschiffs erneut rege Bautätigkeit ein. Von 1275 an entstanden bis 1300 der hochgotische Hallenchor und der „Schwahl“. Die romanische Basilika wurde von 1200 bis 1408 zur spätgotischen Hallenkirche erweitert und im 16. Jahrhundert vollendet. Aber erst am Ende des 19. Jahrhunderts, als Schleswig preußische Provinzhauptstadt geworden war, erhielt diese Backsteingotik-Kathedrale ihre heutige äußere Form: Im Drei-Kaiser-Jahr 1888 begann man auf Wunsch des neuen Kaisers Wilhelm II. mit der Errichtung des neugotischen Westturmes, der mit 112 Metern im Verhältnis zu den Proportionen des Domes allzu hoch geriet und 1894 fertiggestellt wurde. Der Entwurf stammte von Friedrich Adler; finanziert wurde der Bau des Turmes aus französischen Reparationen an das Deutsche Reich. Auf dem Turm befindet sich in 65 Metern eine Aussichtsplattform mit Blick auf Schleswig, die Schlei und die ehemalige Fischersiedlung Holm. Im Rahmen spezieller Führungen ist eine Besichtigung der Glocken oberhalb der Aussichtsplattform möglich.
Neben dem gotischen Dreikönigsaltar (um 1300) im südlichen Nebenchor, einer Bronzetaufe im Hochchor aus dem Jahr 1480, die Hinrich Klinghe zugeschrieben wird, und der über vier Meter hohen geschnitzten Holzplastik mit der Gestalt des Christophorus von Hans Brüggemann ist das Prunkstück dieses Domes der Bordesholmer Altar. Der heutige Dom hat eine Länge von etwa 100 Metern.

### Königskrönung und Bischofssynode
Während eines großen Festes in Schleswig im Sommer 1218, bei dem 15 Bischöfe und drei Herzöge anwesend waren, wurde der damals neunjährige Königssohn Waldemar im Schleswiger Dom zum Junior-König von Dänemark gesalbt und gekrönt. Vielleicht war dieses Ereignis zugleich die Einweihung der neuerbauten romanischen Basilika in Gegenwart ihres Förderers Waldemar II. unter dem Missionsauftrag Christi im Tympanon der Petritür:

„Tu michi v(esanum m)undi depelle tyrannum
Et revoca gent(es pristinos errores) colentes“

„Vertreibe mir den … Tyrannen der Welt und rufe die Heiden zu mir zurück, die den Götzen dienen.“

Vier Jahre später, 1222, hielt der Kardinal Gregorius ein Konzil in Schleswig ab, dem alle Bischöfe Dänemarks beiwohnten.

### Mittelalter
Der Dom war die Kirche des Bischofs und des Domkapitels. Hauptort für deren Gottesdienst darin war der Hohe Chor, wo außer dem Bischof und den Kanonikern 16 vom Kapitel angestellte Chorvikare amtierten. Zugleich diente der Dom als Pfarrkirche mit einem Laurentiusaltar, dessen genauer Ort im Dom unbekannt ist. Der Pfarrer (rector, plebanus) war vom Kapitel angestellt, das auch das Patronatsrecht ausübte.
Das Kapitelregister von 1445/1450 zählt 16 offenbar schon lange bestehende Vikarien auf, eine 17. war damals bereits eingegangen. In einem Verzeichnis von 1532 werden 25 Altäre bzw. Kapellen und darüber hinaus noch einige Vikarien angeführt. Die Vikare am Dom, also die Chorvikare, die Altaristen, denen der Dienst an den Nebenaltären oblag, und deren Vertreter, waren in einer Bruderschaft (Kaland) zusammengeschlossen, die im Dom einen St.-Trinitatis-Altar hatte.
Ab 1481 gab es eine aus Klerikern und Laien gebildete Rosenkranzbruderschaft, der ebenfalls ein Altar im Dom zugehörte, und seit etwa 1450 die Marianer mit einem von vier Priestern bedienten Altar. Zu den Besitzern einer Vikarie gehörte der Organist. Unter den Kirchenbedienten niederen Ranges werden der Glöckner und der Lampenanzünder genannt. Der Schatzmeister des Kapitels hatte drei stets brennende Lampen in der Domkirche zu unterhalten. Dem Domkapitel unterstanden eine Priesterschule (im Chor des Domes) und eine mehr der Allgemeinbildung dienende Kapitelschule (erstmals 1307 genannt).

### Reformationszeit
Wie andernorts war es auch in Schleswig vornehmlich die Bürgerschaft, die Luthers Lehre annahm. Bischof und Domkapitel dagegen verhielten sich ablehnend. Da der Dom zugleich als Pfarrkirche diente und andererseits die Landesherrschaft der neuen Lehre nicht abgeneigt war, konnte das Domkapitel nicht verhindern, dass nach dem tumultuarischen Auftritt des ehemaligen Mönchs Friedrich (er hatte mit Bürgerhilfe die Domkanzel gewaltsam in Besitz genommen) im folgenden Jahr 1527 König Friedrich I. auf Ersuchen des Rates einen evangelischen Pastor, Marquard Schuldorp, für den Dom aus Wittenberg berief und dieser von Rat und Gemeinde angenommen wurde.
Die Besoldung bestand, da das Kapitel nichts dazu hergeben wollte, zunächst nur aus den geringen Einkünften des Laurentiusaltars. 1528 ließ der König die freigewordene Vikarie St. Andreae hinzulegen. Mit der Verwaltung der Einkünfte wurde der Rat betraut, der seinerseits Mittel für den Prediger beisteuerte. Schuldorps Nachfolger R. Westerholt (1529–1554) erhielt 1531 neben jener Vikarie die Einkünfte der Hl. Geistkirche und der Kirche auf dem Holm, der beiden letzten Pfarrkirchen innerhalb der Stadt, die auf diese Weise jetzt aufgehoben wurden. Ihre Gemeinden kamen zum Dom.
Aus einer Pfarrei des Kapitels war die evangelische Hauptpfarrkirche der Stadt geworden. Der hieran maßgeblich beteiligte Rat der Stadt Schleswig versuchte bald darauf, das alleinige Patronatsrecht zu erlangen. Aber noch unterstand der Dom dem beim alten Glauben verharrenden Bischof und seinem Kapitel, das weiterhin im Chor seine Gottesdienste hielt.
Friedrich I. nutzte die Gunst der Stunde zu einigen landesherrlichen Eingriffen ins Kirchenwesen, ließ aber manches beim Alten. Erst Christian III. (1533–1559) versuchte, überall die Reformation durchzusetzen. Er nötigte Bischof Gottschalk 1533, die neuen Verhältnisse am Dom anzuerkennen, dem König Stellenbesetzungsrechte einzuräumen und den Domherrngottesdienst einzuschränken.
Infolge der raschen Ausbreitung der Reformation verloren Bischof und Kapitel bald ihre Funktionen als geistliche Aufsichtsbehörde. An ihre Stelle traten am Ende der 1530er Jahre evangelische Superintendenten, denen Aufsichtsbezirke entsprechend der weltlichen Ämtergliederung zugeteilt wurden.
Nach dem Tod Bischof Gottschalks 1541 war der Weg frei für eine umfassende Neuordnung, die noch im gleichen Jahr zwischen König Christian III. und dem Domkapitel vereinbart und dann in die Kirchenordnung von 1542 aufgenommen wurde. An die Stelle des katholischen kam ein evangelischer Bischof, dessen geistlicher Oberaufsicht nun das gesamte Herzogtum Schleswig unterstellt wurde.
Auch das Domkapitel wurde als Institution beibehalten, jedoch nur mit einer Stellenzahl für acht Domherren. Drei von ihnen erhielten Leitung und Lehramt an der neu einzurichtenden Domschule (die eine höhere evangelische Schule für das ganze Land werden sollte).
Zum ersten evangelischen Bischof wurde Tilemann von Hussen erwählt. Die gesonderten Gütermassen und sonstigen Einkünfte des Bischofs sowie des Kapitels und mit letzteren auch die der Domkirche, die bisher im Wesentlichen unangetastet geblieben waren, behielten ihren Sondercharakter und standen nun, zum Stiftsgut zusammengefasst, den evangelischen Nachfolgeinstitutionen zur Verfügung.
Nachdem 1542 Bugenhagens Kirchenordnung angenommen worden war, entstand im „Schwahl“ durch Fürstbischof Adolf und vor allem auf Betreiben seines Generalsuperintendenten Paul von Eitzen 1563 das paedagogium publicum, eine Gelehrtenschule. Nach deren Ende um 1583 wurde im „Schwahl“ bis zum Jahre 1887 der Dommarkt abgehalten, der in seinen Ursprüngen wohl bis in frühmittelalterliche Zeit zurückreicht und einst am 3. Februar, dem Todestag Ansgars, eingeläutet wurde. Der jetzige „weihnachtliche Schwahlmarkt“ setzt die Jahrhunderte alte Markttradition an diesem Ort fort. Seine Einnahmen dienen der Rettung und Erhaltung bedrohter Kunstwerke im Dom.

## Architektur

### Petri-Portal

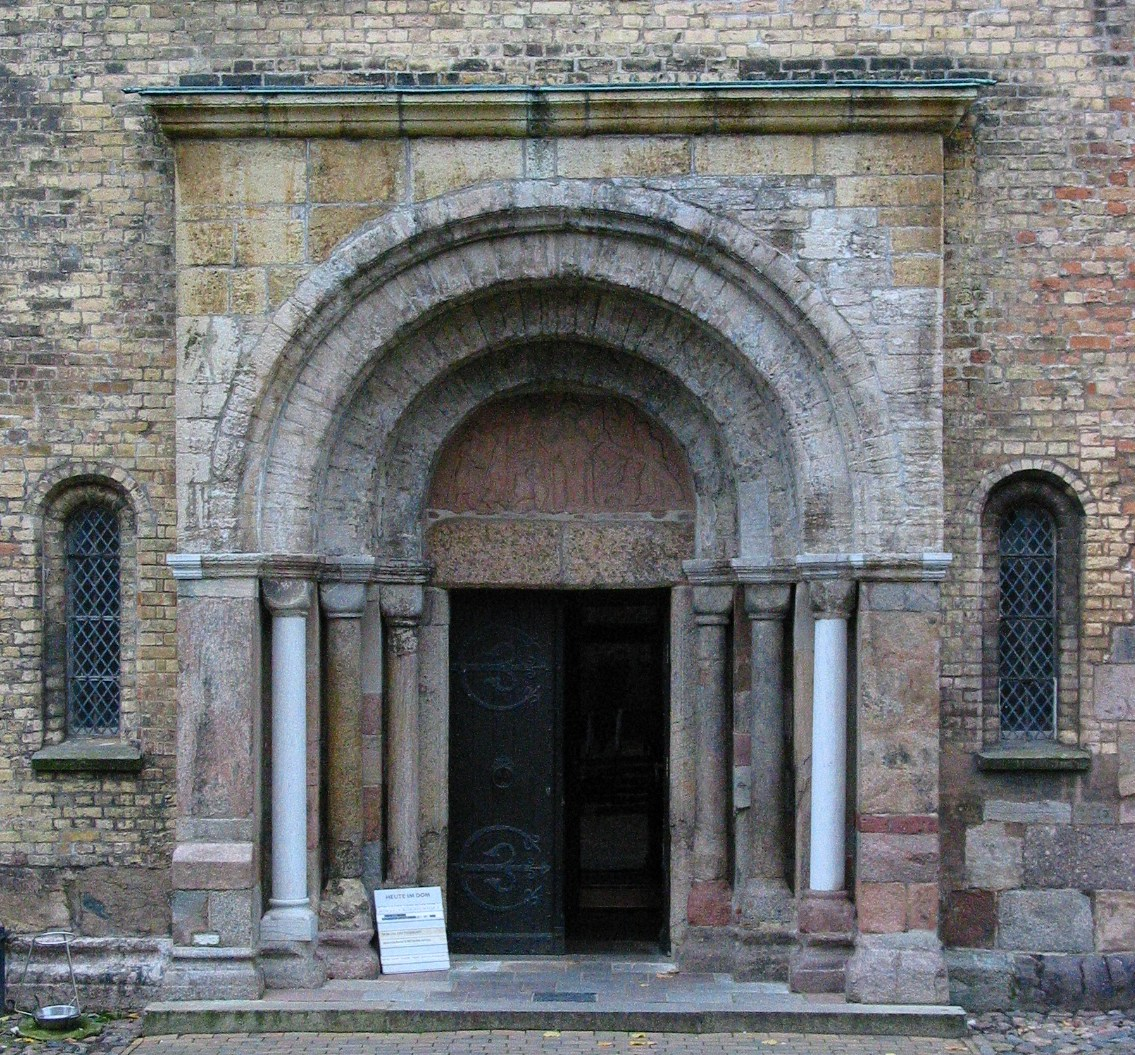
Petri-Portal von ca. 1180

Infotafel vor dem Portal

Durch das romanische Petri-Portal aus der Zeit um 1180 betritt man den Dom. Für das Portal wurden unterschiedliche Baumaterialien verwendet: Granit, roter Sandstein aus Schonen, Kalkstein aus Gotland und Tuff aus dem Rheinland. Auf dem Tympanon ist Christus zwischen Evangelisten und Heiligen abgebildet. Vermutlich ist derjenige, der den Schlüssel erhält, der Jünger Simon Petrus, und der andere, dem Christus das Schriftband mit dem Missionsauftrag übergibt, Paulus. Neben dem Petri-Portal steht eine verwitterte Löwen-Plastik, eine weitere ist in die Außenwand der Kanonikersakristei eingelassen.

### Sakristei
Die Kanonikersakristei aus der Zeit um 1480 war anfangs Sakristei und Versammlungsraum des Domkapitels, ab 1567 Hörsaal der Domschule. Nach der Reformation erfolgte der Umbau zur Fürstengruft als Grablege der Gottorfer Herzöge. Das Grabmal für Herzog Friedrich III. ist eine Arbeit des flämischen Bildhauers Artus Quellinus I. aus dem Jahr 1654 und „das erste Zeugnis des Quellinus-Barock im Lande.“
1671 ergänzte der französische Bildhauer Jean Arnaud Villers unter anderem das Marmorportal mit zwei Figuren aus Gips, Darstellungen von Herzog Christian Albrecht und dessen Gemahlin Friederike Amalie von Dänemark. Zudem schuf Villers die beiden ersten steinernen Außensärge.

### Hoher Chor
Der Bischof Berthold ließ den Hohen Chor gegen Ende des 13. Jahrhunderts erweitern und ausmalen. Die Motive der Fresken sind Verkündigung, Marienkrönung, St. Katharina, St. Philippus, St. Petrus, Deesis, Engel. Das Chorgestühl wurde zu Beginn des 16. Jahrhunderts von einem unbekannten Künstler unter dem Pseudonym Magister rusticus angefertigt.

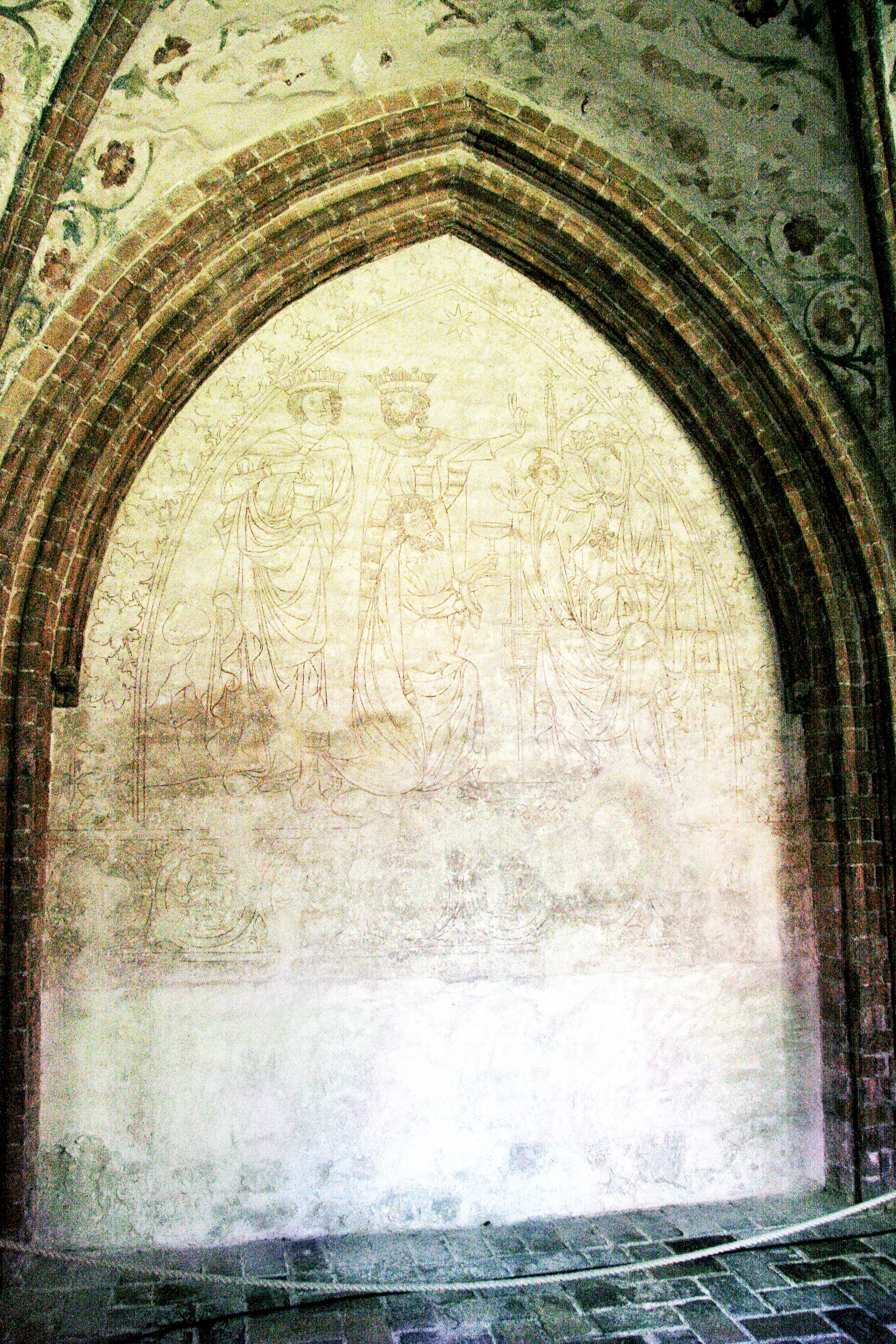
Beispiel für eines der mittelalterlichen Wandfelder: „Die Anbetung der heiligen drei Könige“

### Schwahl
Der dreiflügelige Kreuzgang, der sich an der Nordseite des Kirchenschiffes befindet, wurde 1310 bis 1320 unter Bischof Johannes II. von Bokholt aus Backstein gebaut. Er wird „der Schwahl“ (dänisch: Svalen) genannt. Dieser Name bedeutet im Dänisch-Niederdeutschen etwa „halboffener Gang außerhalb eines Hauskörpers“.
Es handelt sich um einen Prozessionsgang, der aus der Kirche heraus- und wieder in die Kirche hineinführt. Hier befinden sich restaurierte Fresken aus der Erbauungszeit. Sie zeigen in den einzelnen Wandfeldern das Leben Jesu und in den Gewölben Fabelwesen.
Der Restaurator Albert Olbers ergänzte 1894 im Rahmen seiner umfangreichen Restaurierungsarbeiten unter der mittelalterlichen Szene Kindermord in Bethlehem einen Tierfries mit Truthähnen. 40 Jahre später behauptete der spätere Kunstfälscher und Restaurator Lothar Malskat, die Truthähne seien echt, also von etwa 1300. Damit sei bewiesen, dass die Wikinger bereits vor Kolumbus in Amerika gewesen sein müssten und das Truthahn-Motiv von dort mitgebracht hätten. Dies wurde von der damaligen NS-Propaganda ausgenutzt. Erst die maltechnische Untersuchung durch Kurt Wehlte 1948 beseitigte alle Zweifel, dass es sich bei den Putern um Fälschungen handelte. 1952 widerrief Malskat seine frühere Behauptung und gestand weitere Fälschungen – unter anderem einen monumentalen Salvator Mundi im Seitenschiff – im Dom von Schleswig bei den Restaurierungsarbeiten 1938. Der Truthahnfries ist weiterhin sichtbar.
Zum Schutz der umfangreichen Fresken vor Verschmutzung und Kondenswasser ist der Schwahl für die Öffentlichkeit nicht regulär zugänglich. Eine der wenigen Gelegenheiten zur Besichtigung bietet neben den täglichen Führungen der sogenannte Schwahlmarkt für Kunsthandwerker, der dort alljährlich im Dezember stattfindet.

### Hauptturm

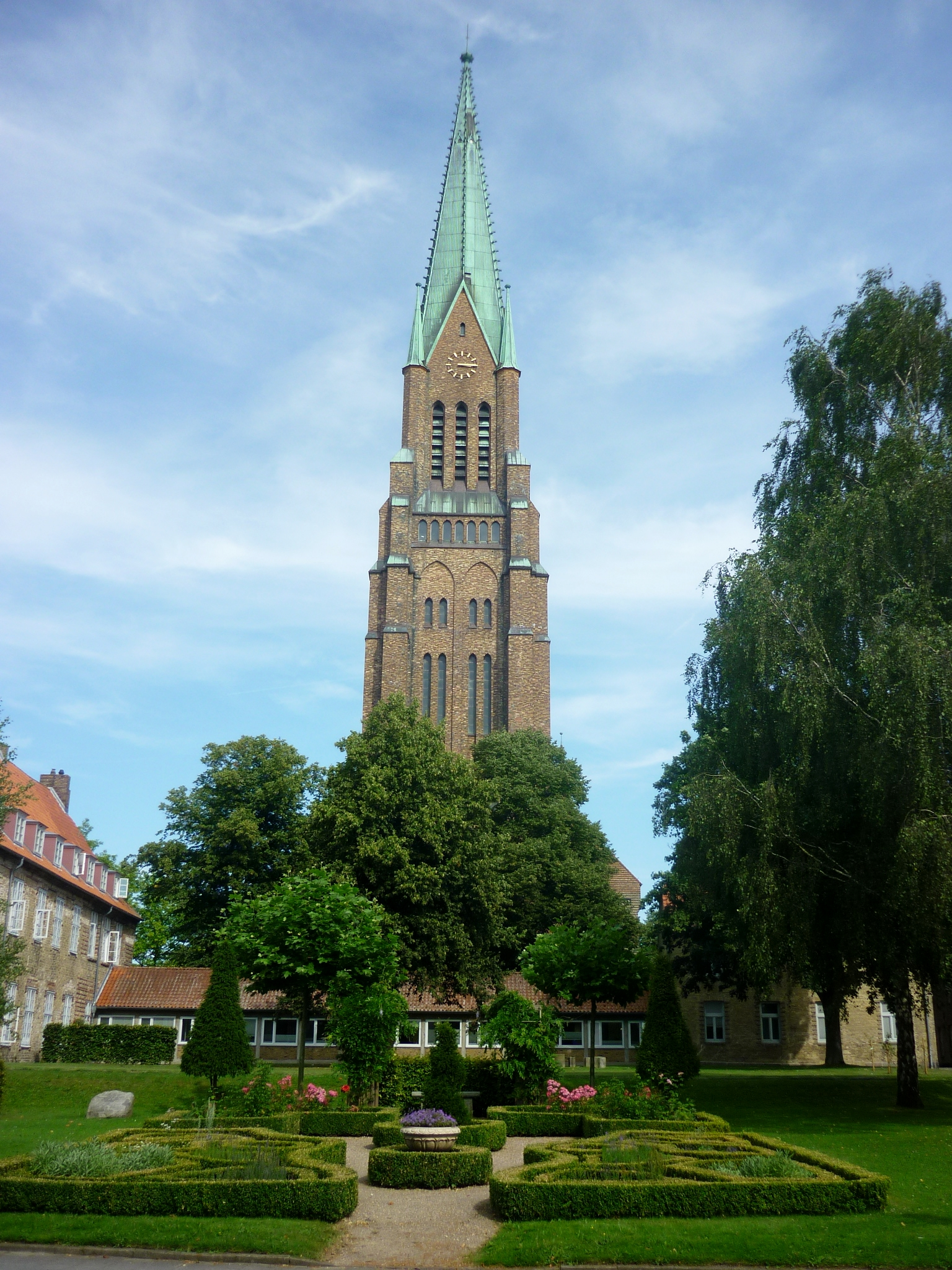
Turm des Schleswiger Doms (2012)

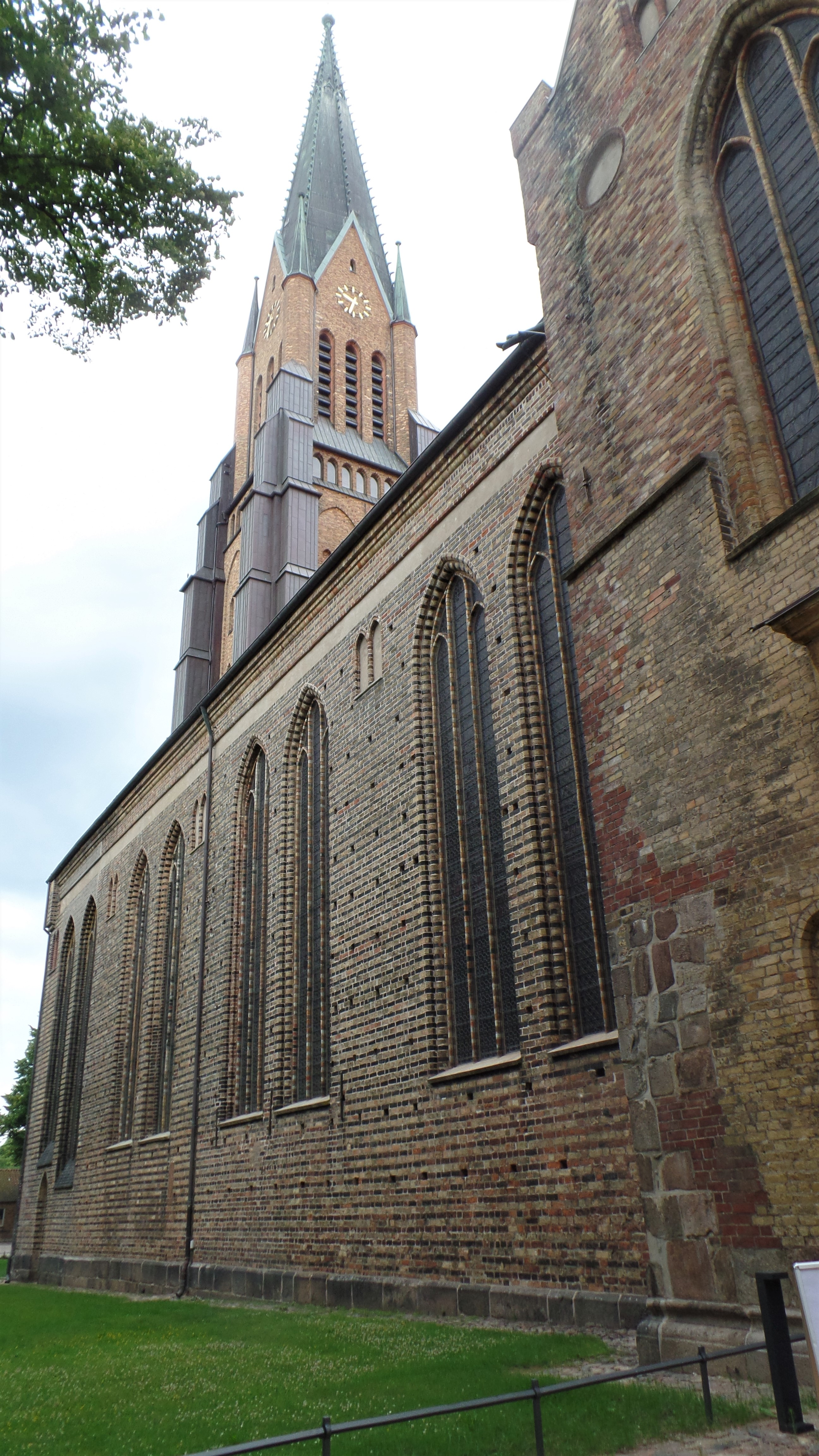
Zustand im Jahr 2022 nach der Turmsanierung

Der Hauptturm wurde von 1888 bis 1894 aus Backstein erbaut. Er ist mit 112 Metern der dritthöchste Kirchturm Schleswig-Holsteins nach den Doppeltürmen der Marienkirche in Lübeck und den Doppeltürmen des Domes ebendort. Nach dem Einsturz zweier Türme 1275 wurde um 1300 ein niedriger, von der Kirche getrennt stehender Turm zur Unterbringung der Glocken errichtet. Nach der Annexion Schleswig-Holsteins durch Preußen 1866 wurde vom preußischen König Wilhelm I. der Bau eines großen neogotischen Turms betrieben. An der Ausführung war unter der Leitung des Architekten Adelbert Hotzen der spätere Bremer Dombaumeister Ernst Ehrhardt beteiligt.
Der Turm ist zugleich das weithin sichtbare Wahrzeichen der Stadt Schleswig. Im Verhältnis zur Größe des Doms ist er überhöht. In 65 m Höhe befindet sich eine Aussichtsplattform. Der Turm wurde wegen seines schlechten Zustands 1953 bis 1956 durch Stahlbetonkonstruktionen gesichert, dabei neu mit Ziegeln verblendet, von neugotischem Zierwerk entblößt und zeigt sich so heute in etwas vereinfachter Form.
Anfang 21. Jahrhundert war der 120 Jahre alte Domturm aufgrund von Feuchtigkeit im Mauerwerk erneut dringend sanierungsbedürftig. Ab 2011 stand deshalb ein Gerüst vor dem Hauptportal, das herabfallende Ziegel abfangen soll. Ursache war die in den 1950er Jahren angebrachte Hülle um den Turmkern. Verschiedene Materialien mit unterschiedlichem Quellverhalten sorgten dafür, dass Ziegel an der Fassade aufplatzten. Der Bund hat sich dann mit insgesamt rund 8,6 Millionen Euro von den gesamten 17,3 Millionen Euro an den Sanierungskosten beteiligt, und von November 2017 bis Anfang 2022 fanden dann die seit 2015 geplanten Arbeiten zur Restaurierung des Domes statt, insbesondere des Westgiebels und des Westturmes.
Im Turm hängen in der Glockenstube insgesamt 5 Glocken, mit einem Gesamtgewicht von 9,2 Tonnen, wobei die große Glocke schon allein ein Gewicht von 3,43 Tonnen hat.
Bis zur Aussichtsplattform des Turmes in 55 Metern Höhe müssen 241 Stufen überwunden werden.

## Ausstattung

### Brüggemann- oder Bordesholmer Altar

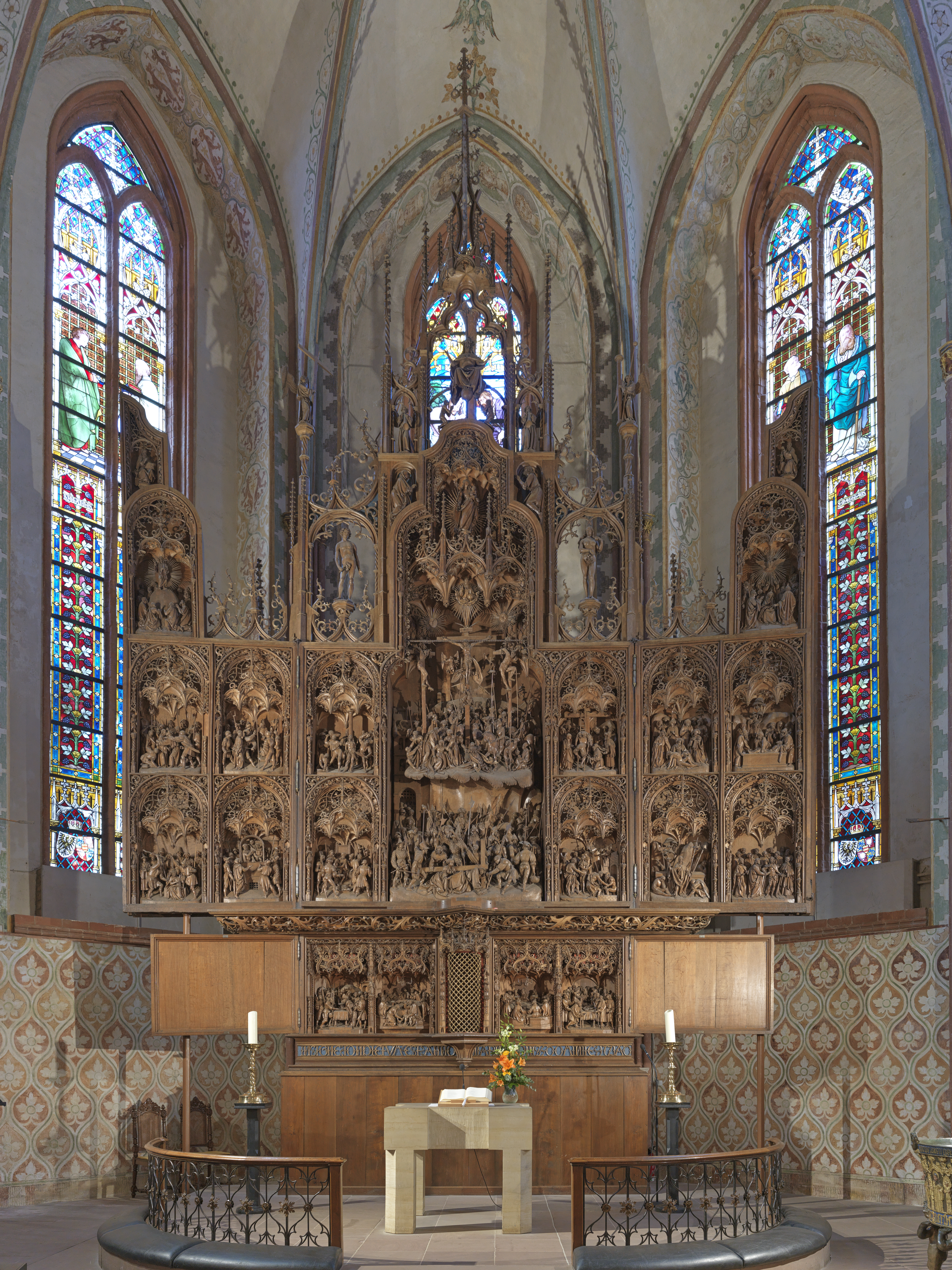
Bordesholmer Altar

Der von Hans Brüggemann von 1514 bis 1521 aus Eichenholz gefertigte Altar, auch Brüggemannaltar genannt, ist 12,60 Meter hoch und schildert (zum Teil nach Holzschnitten aus Dürers Kleiner Passion) mit 392 Figuren die biblische Passionsgeschichte von der Gefangennahme Jesu bis zu Pfingsten. Im Mittelfeld sind Kreuztragung und Kreuzigung durch größere Formate hervorgehoben. Himmelfahrt und Pfingsten werden auf den Seitenflügeln abgebildet. Neben dem hochgezogenen Mittelteil sind Adam und Eva dargestellt. Über allem ist nach traditioneller Auffassung das Jüngste Gericht dargestellt. Dabei wurde jedoch auf jegliches Droh-Protential verzichtet, so dass eher die Wiederkunft Christi am Ende der Zeiten gemeint sein dürfte.
Der Altar wurde ursprünglich für die Chorherrenkirche des Augustiner-Stifts in Bordesholm angefertigt. Nachdem das Stift im Zuge der Reformation aufgelöst und die Fürstenschule, die die Räume anschließend nutzte, zugunsten der Kieler Universität 1666 aufgehoben worden war, ließ der Gottorfer Herzog Christian Albrecht das Meisterwerk im selben Jahr im Schleswiger Dom aufstellen. Klavs Eibe, ein Bildschnitzer der Eckernförder Bildschnitzerschule, wurde mit den Arbeiten der Verlegung (Abbau, Transport, Wiederaufbau des Altars) betraut. Der 23 Jahre zuvor angeschaffte hochbarocke Altar des Schleswiger Doms von Zacharias Hübener wurde nach Aufstellung des Brüggemann-Altars an die Kirchengemeinde von Neustadt in Holstein verkauft, wo er heute noch in der Stadtkirche steht.
An der Restaurierung des Brüggemannaltars Ende des 19. Jahrhunderts in Flensburg war der junge Emil Nolde beteiligt. 2006 wurde der Altar in den dänischen Kulturkanon aufgenommen.

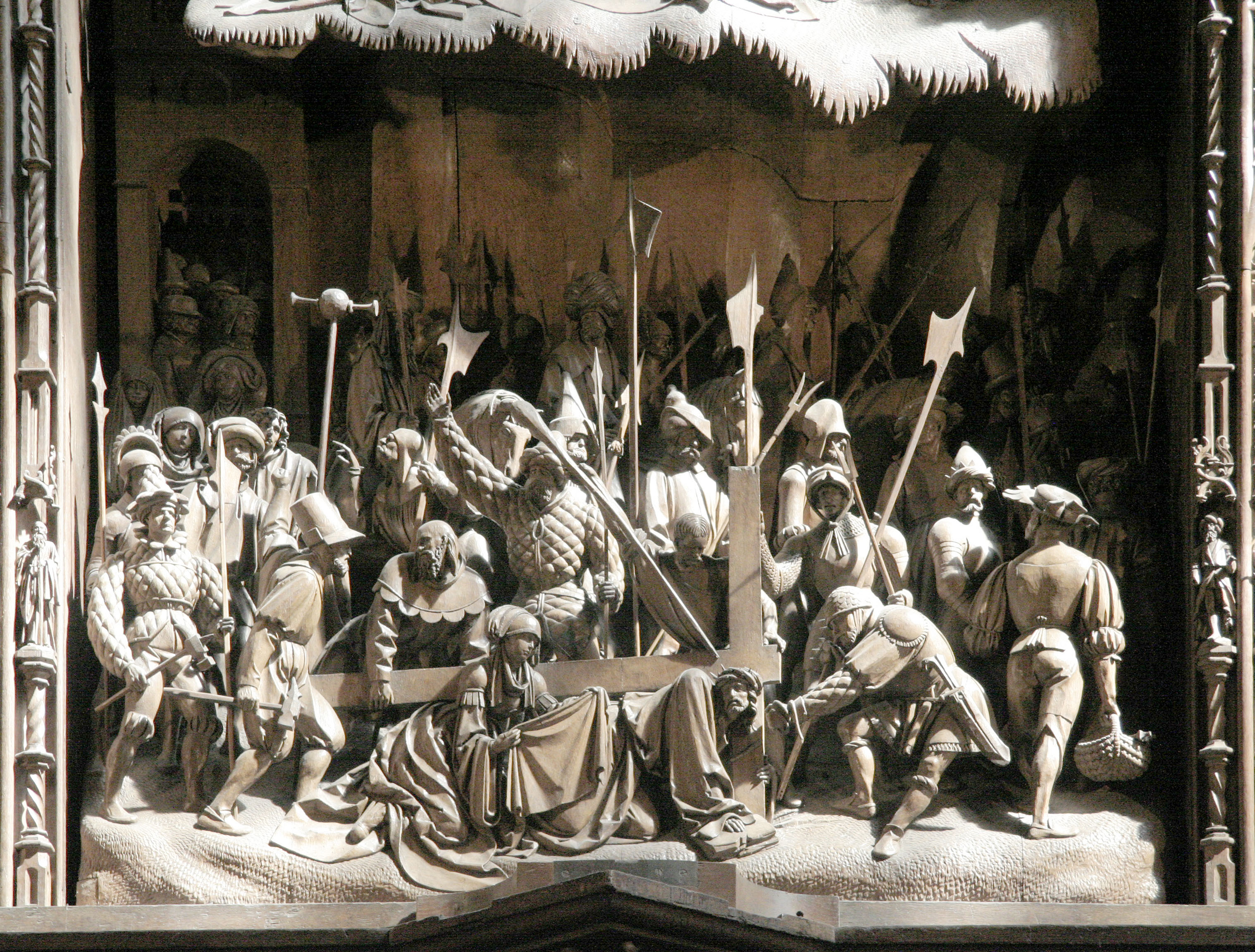
Ausschnitt aus dem Bordesholmer Altar: Die Kreuztragung

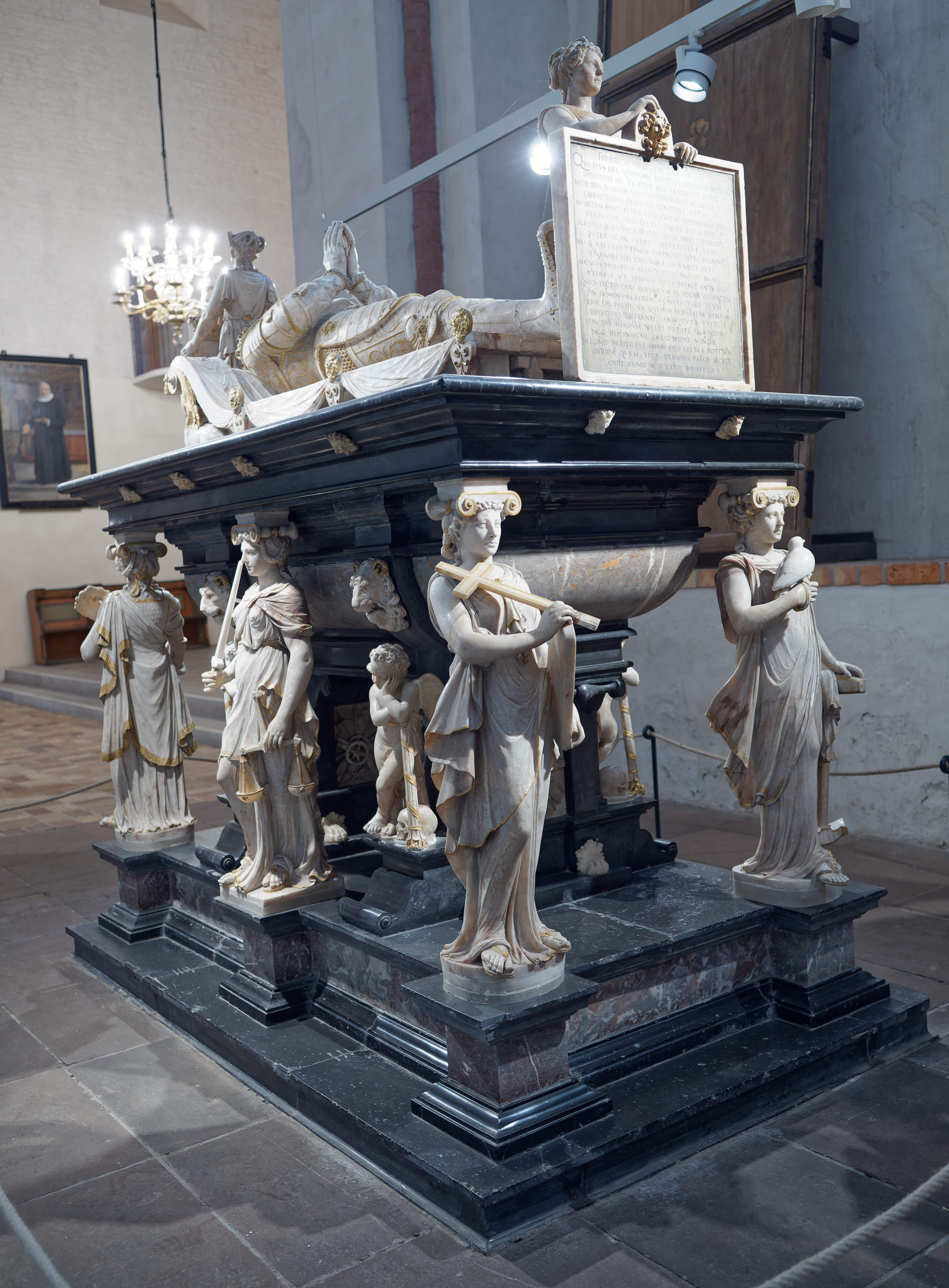
Kenotaph Friedrichs I.

### Kenotaph Friedrichs I.
Im nördlichen Chorschiff befindet sich das elegante Renaissance-Kenotaph Friedrichs I., König von Dänemark und Norwegen, Herzog von Schleswig und Holstein. Das Grabmal, 1552 für den Chor geschaffen und dort aufgestellt, wurde 1901 aus ihm entfernt und an seinen heutigen Platz gerückt. Es ist eine der „Glanzleistungen niederländischer Renaissance-Kunst in Nordeuropa“ (M. Mehling). Sein Schöpfer ist der flämische Bildhauer Cornelis Floris. Statt der sonst üblichen sieben Tugenden tragen den (leeren) Sarkophag nur sechs. Der wirkliche Ruheort Friedrichs I. im Schleswiger Dom ist nicht mehr bekannt.

### Blaue Madonna
Jürgen Ovens malte 1669 für den Dom seine Blaue Madonna, die ursprünglich Heilige Familie mit dem Johannesknaben hieß. Sie befindet sich an einem Pfeiler zum nördlichen Seitenschiff. Die kostbar von Hans Gudewerdt dem Jüngeren gerahmte Blaue Madonna, die in der Zeit des Barocks entstanden ist, zeigt den Einfluss von Anthonis van Dyck. Der Rahmen ist nicht passgenau. Holger Behling zweifelt daher die ursprüngliche Zusammengehörigkeit des Gudewerdtschen Rahmens und des Ovenschen Bildes an. Constanze Köster weist zudem auf den angestückelten Streifen am unteren Ende der Leinwand des Bildes hin.

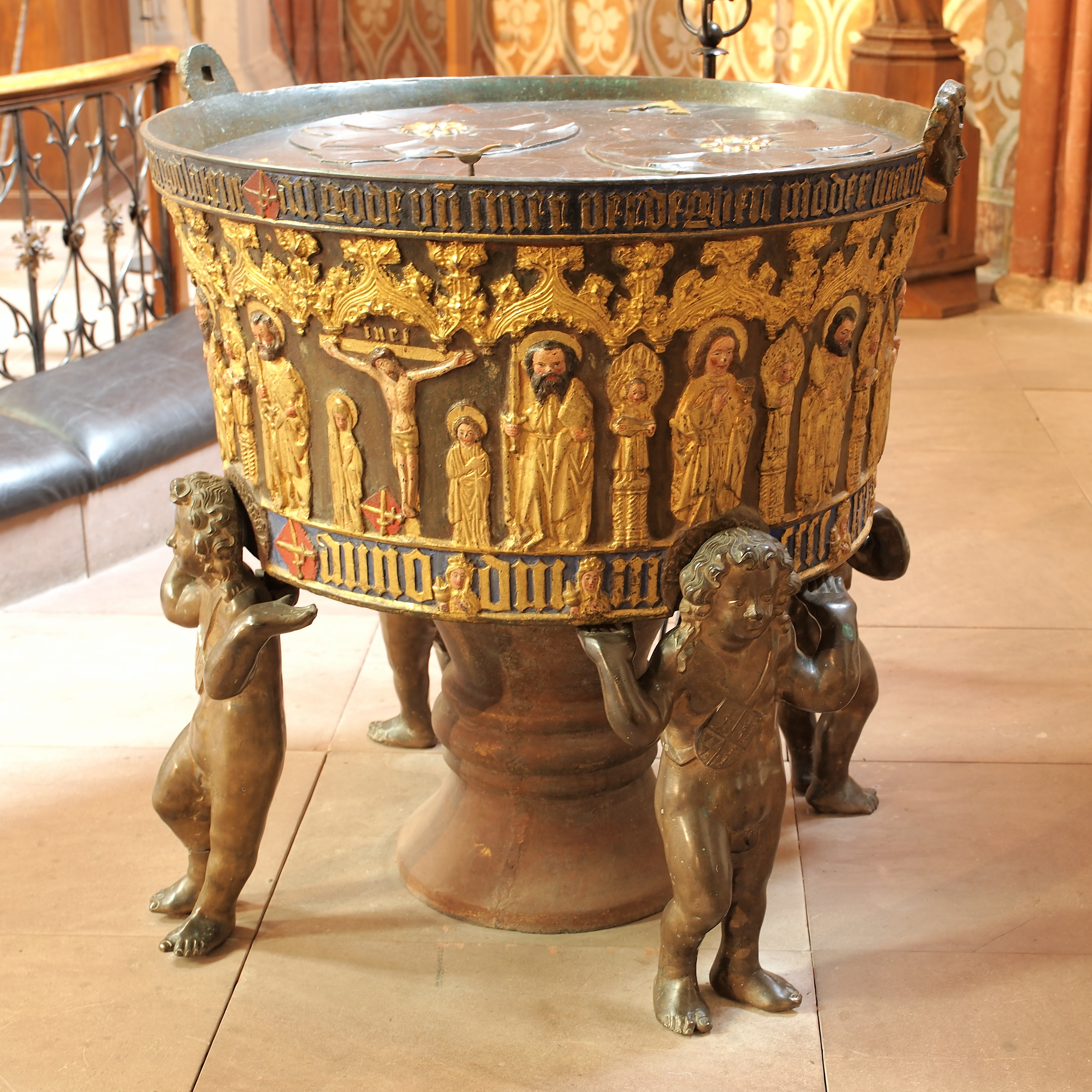
Bronzetaufe

### Taufbecken
Das bronzene Taufbecken wurde 1480 von Laurens Leve gestiftet. Die Arbeit wird Hinrich Klinghe zugeschrieben, der im Auftrag des Strander Stallers auch die sehr ähnliche Bronzefünte der Kirche von Buphever schuf, die nach dem Untergang des Orts in der Burchardiflut in die Alte Kirche (Pellworm) gelangte. Die Trägerfiguren wurden in der Barockzeit angefügt.

### Weitere Ausstattungsstücke
Weitere bekannte Ausstattungsstücke im Schleswiger Dom sind zum Beispiel der Dreikönigsschrein (um 1280/1300) einer norddeutschen Werkstatt unter französischem Einfluss und eine Triumphkreuzgruppe (um 1500) eines Schleswiger „magister rusticus“, die 1922 aus der Städtischen Altertumssammlung in den Dom gelangte und ursprünglich aus dem Schleswiger Franziskanerkloster stammt. Vermutlich aus der gleichen Werkstatt wie letzteres stammt auch ein Christus in der Rast (um 1500). Das Altarkreuz entstand um 1500, die Schnitzfiguren der Maria Magdalena und Barbara wohl um 1480 bzw. um 1520–30. Von besonderer Bedeutung ist auch das inschriftlich auf 1512 datierte Chorgestühl, das neben dem Bordesholmer das größte seiner Art in Schleswig-Holstein ist. Neben dem Bordesholmer Altar befindet sich vor Ort noch ein weiteres Kunstwerk aus der Husumer Werkstatt des Hans Brüggemann: an der Ostwand des südlichen Seitenschiffs steht die etwa 4,4 m hohe Eichenholzstatue des heiligen Christophorus (um 1515).

## Orgeln

### Marcussen-Schuke-Orgel

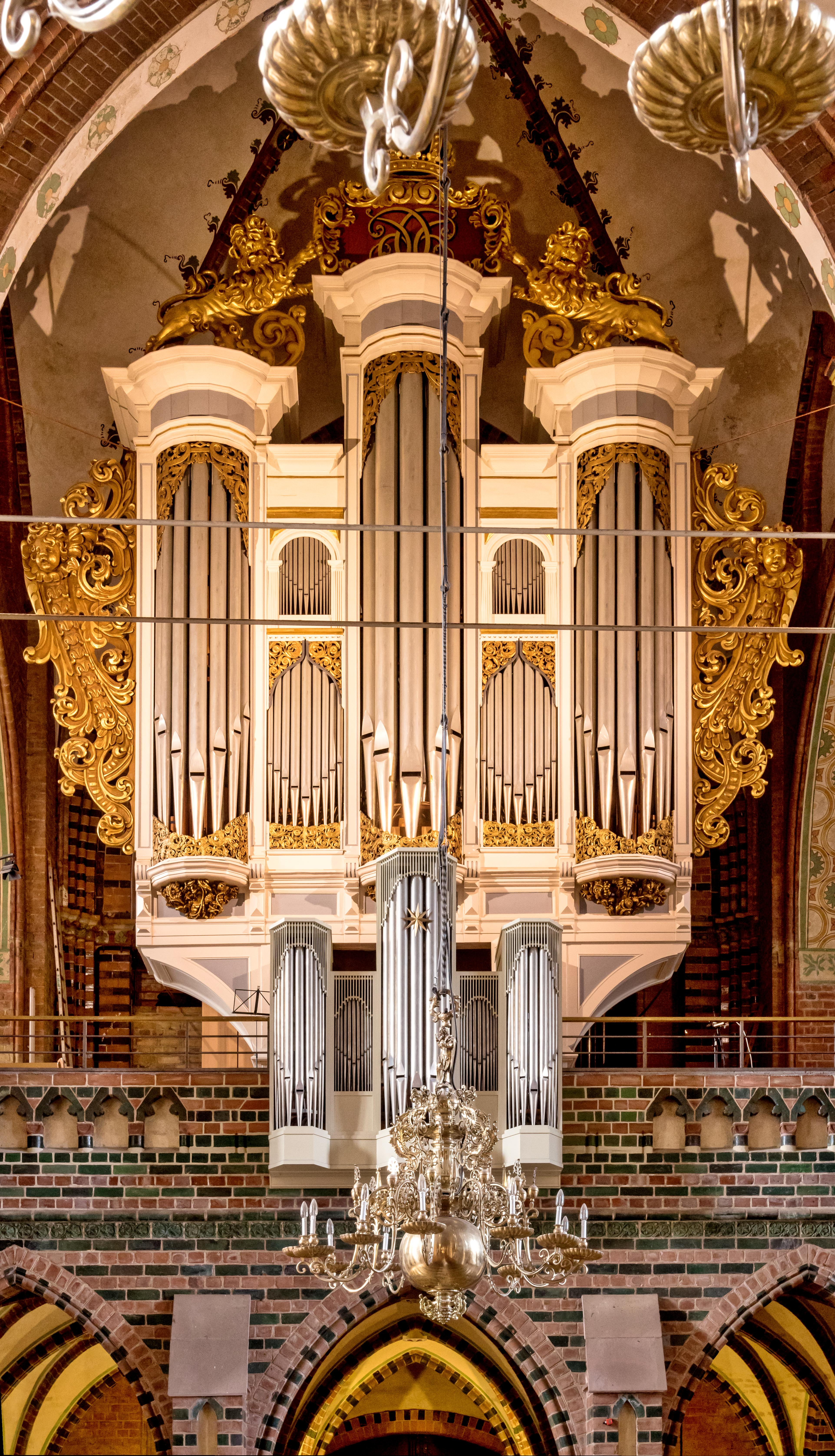
Orgel hinter Prospekt von 1701

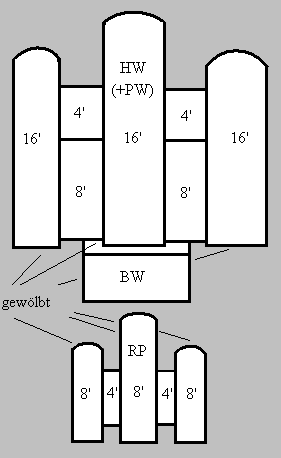
Prinzip der Anordnung der Prinzipalpfeifen im Prospekt

Als erster Organist wird für 1484 Johannes Casselmann bezeugt. 1555 wird von einem ersten Orgelbau berichtet. Eine aufwändige Erneuerung fand 1610 statt. Es bestanden 1610 der 16′-Prospekt, das Hauptwerk, das Pedal und das Rückpositiv. Teile des inneren Tragwerks und des Prospekts gehen auf diese Zeit zurück.
In einer wechselvollen Geschichte gingen die meisten Pfeifen verloren. Vom Rückpositiv, das 1684 erneuert wurde, ist vermutlich noch die Spitzflöte 4′ erhalten. Als das Werk in den Jahren 1701 bis 1705 umgebaut wurde, verfügte es über 29 Register, davon 15 im Rückpositiv. Die je sieben Stimmen im Hauptwerk und Pedal wurden 1731–1732 von Johann Dietrich Busch um je vier und fünf Stimmen erweitert. Die Firma Angel errichtete 1788 seitliche Pedaltürme und ergänzte fünf neue Stimmen.
1839 erfolgte ein Neubau durch Marcussen & Reuter (III/P/47) unter Einbeziehung alten Pfeifenmaterials. 1886 wurde die Orgel wegen Sanierungsmaßnahmen an der Westwand ins nördliche Seitenschiff versetzt und 1893 wieder am alten Ort aufgebaut. In diesem Zuge wurde das Rückpositiv entfernt. Im Nachkriegsumbau 1920, der schon vor dem Krieg geplant war, verwendete man zeitbedingt schlechtes Material, stellte die Traktur auf eine pneumatische um und elektrifizierte die Orgel. Weitere teure Reparaturen in den 1950er Jahren führten schließlich zu einem notwendigen Neubau 1963 durch die Firma Marcussen (III/P/51). Dabei wurde der heutige Hauptwerk-Prospekt in der Form von 1701 wiederhergestellt, während das Rückpositiv neu entworfen wurde. Das geschaffene Werk war mit seinen vielen Mixturen und farbigen Zungenstimmen in allen Werken eine Neobarockorgel der niederdeutschen Orgellandschaft. Das Werk zeichnete sich durch eine solide Bauweise und qualitätvolle Materialien aus; einige Register sind aus Kupfer gefertigt.
Die zunehmende Verschlechterung des Zustands führten zu einer umfassenden Restaurierung und Erweiterung durch die Karl Schuke Berliner Orgelbauwerkstatt, die 2010 ihren Abschluss fanden. Dabei wurde der neobarocke Charakter des Instruments bewahrt, der als stilbildend und erhaltenswert betrachtet wird. Die Trakturen wurden überholt, die beengten Platzverhältnisse im Pedal und Brustwerk durch Auslagerungen von Registern beseitigt und das Pfeifenwerk nachintoniert, wodurch eine stärkere Grundtönigkeit erzielt wurde. Ein schwellbares Ergänzungswerk auf einem vierten Manual erweitert die Darstellungsmöglichkeiten des Orgelrepertoires; es ist in gleicher Höhe wie das Hauptwerk hinter dem historischen Gehäuse angebracht. Noch dahinter steht das neue Großpedalwerk. Als klangliches Fundament für das Hauptwerk dient wieder das Prinzipal 16′ im Prospekt; für das Pedal wurde ein neues Prinzipal geschaffen. Der neue Spieltisch verfügt über eine elektronische Setzeranlage mit 30.000 Speicherplätzen. Der Schleswiger Domorgelverein e. V. dokumentierte und projektierte die Restaurierungen und Erweiterungen mit. Das Instrument weist heute folgende Disposition mit 65 Registern auf vier Manualen und Pedal auf:
| I Rückpositiv C–g3 |                 |       |
| 1.                 | Prinzipal       | 8′    |
| 2.                 | Rohrgedackt     | 8′    |
| 3.                 | Quintade        | 8′    |
| 4.                 | Oktave          | 4′    |
| 5.                 | Spitzflöte      | 4′    |
| 6.                 | Oktave          | 2′    |
| 7.                 | Waldflöte       | 2′    |
| 8.                 | Quinte          | 1 ⁄3′ |
| 9.                 | Sesquialtera II |       |
| 10.                | Scharff V–VI    |       |
| 11.                | Dulzian         | 16′   |
| 12.                | Krummhorn       | 8′    |
| 13.                | Tremulant       |       |
| 14.                | Zimbelstern     |       |

| II Hauptwerk C–g3 |             |       |
| 15.               | Principal   | 16′   |
| 16.               | Prinzipal   | 8′    |
| 17.               | Spitzflöte  | 8′    |
| 18.               | Oktave      | 4′    |
| 19.               | Nachthorn   | 4′    |
| 20.               | Quinte      | 2 ⁄3′ |
| 21.               | Oktave      | 2′    |
| 22.               | Mixtur V–VI |       |
| 23.               | Scharff III |       |
| 24.               | Fagott      | 16′   |
| 25.               | Trompete    | 8′    |

| III Schwellwerk C–g3 |              |        |   |
| 26.                  | Bourdon      | 16′    | N |
| 27.                  | Diapason     | 8′     | N |
| 28.                  | Doppelflöte  | 8′     | N |
| 29.                  | Gambe        | 8′     | N |
| 30.                  | Voix céleste | 8′     | N |
| 31.                  | Fugara       | 4′     | N |
| 32.                  | Flûte        | 4′     | N |
| 33.                  | Nazard       | 2 ⁄3′  | N |
| 34.                  | Piccolo      | 2′     | N |
| 35.                  | Tierce       | 1 3⁄5′ | N |
| 36.                  | Mixtur IV    |        | N |
| 37.                  | Basson       | 16′    | N |
| 38.                  | Trompete     | 8′     | N |
| 39.                  | Oboe         | 8′     | N |
|                      | Tremulant    |        | N |

| IV Brustwerk C–g3 (schwellbar) |                   |        |   |
| 40.                            | Spitzgambe        | 8′     |   |
| 41.                            | Gedackt           | 8′     |   |
| 42.                            | Prinzipal         | 4′     |   |
| 43.                            | Rohrflöte         | 4′     |   |
| 44.                            | Nasat             | 2 ⁄3′  |   |
| 45.                            | Principal         | 2′     |   |
| 46.                            | Blockflöte        | 2′     |   |
| 47.                            | Terz              | 1 3⁄5′ |   |
| 48.                            | Sifflöte          | 1′     |   |
| 49.                            | Mixtur III        |        |   |
| 50.                            | Glockenzimbel III |        |   |
| 51.                            | Regal             | 16′    | N |
| 52.                            | Vox Humana        | 8′     |   |
| 53.                            | Regal             | 4′     | N |
|                                | Tremulant         |        |   |

| Pedal C–g1 |                  |     |   |
| 54.        | Untersatz        | 32′ | N |
| 55.        | Principal        | 16′ | N |
| 56.        | Subbass          | 16′ | N |
| 57.        | Oktavbass        | 8′  | N |
| 58.        | Gedecktbass      | 8′  |   |
| 59.        | Oktave           | 4′  |   |
| 60.        | Koppelflöte      | 4′  |   |
| 61.        | Nachthorn        | 2′  |   |
| 62.        | Rauschquinte III |     |   |
| 63.        | Mixtur V         |     |   |
| 64.        | Posaune          | 32′ | N |
| 65.        | Posaune          | 16′ | N |
| 66.        | Trompete         | 8′  |   |
| 67.        | Zink             | 4′  |   |

- Koppeln:
  - elektrisch: III/II, III/I, III/16′, III/4′
  - mechanisch: IV/II, I/II, IV/P, III/P, II/P, I/P
- Spielhilfen: 30.000fache titelgestützte Setzeranlage, Balanciertritt für Schwellwerkstüren, Registrantentritt, Crescendotritt
- Anmerkungen

N = neues Register (2010)
1. ↑  mit Türschweller

### Kleuker-Orgel

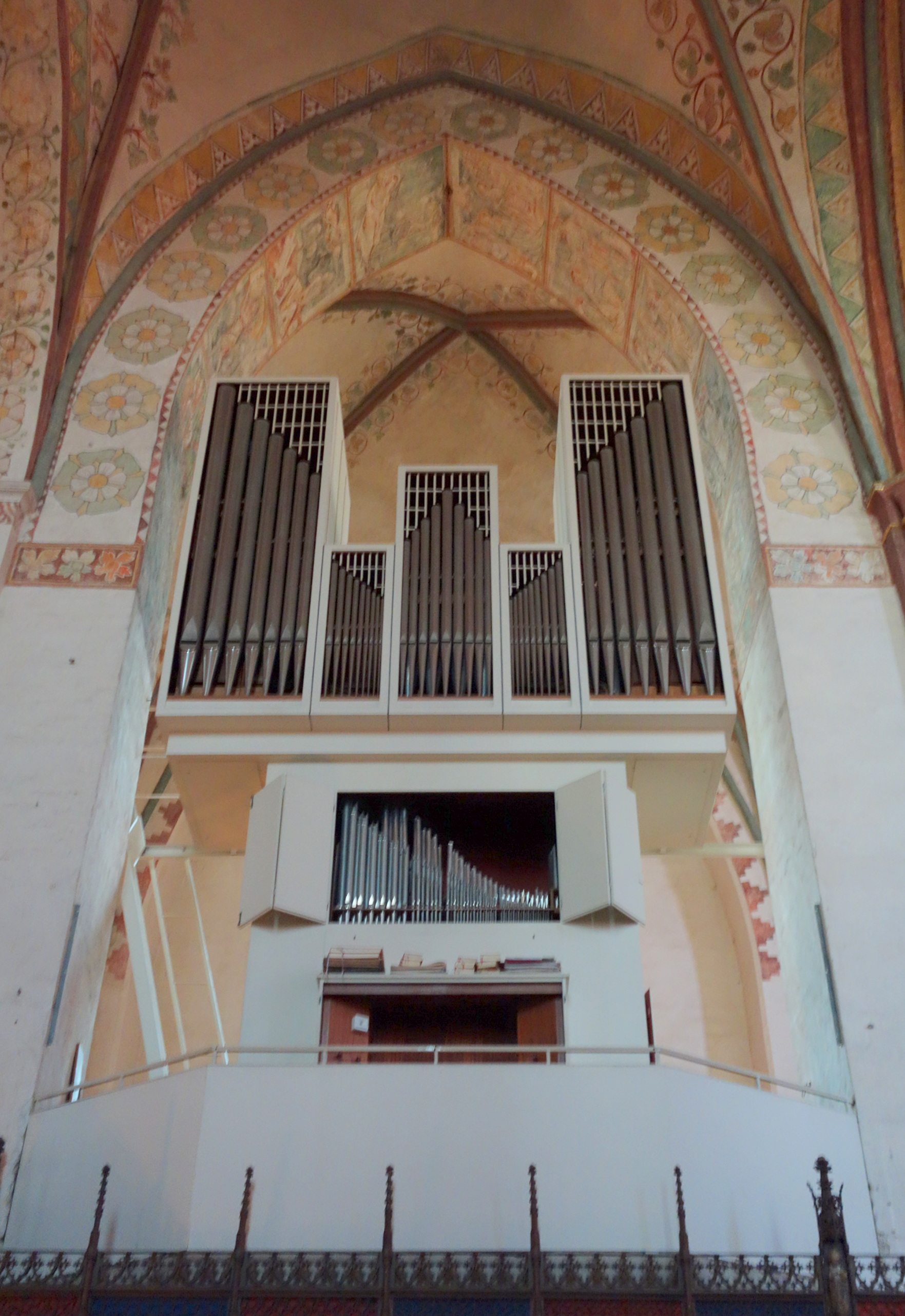
Kleuker-Orgel

Detlef Kleuker baute 1966 eine Chororgel, die an der Nordseite aufgestellt wurde. Die Orgel verfügt über 13 Register, die auf zwei Manuale und Pedal verteilt sind. Den Prospekt des Hauptwerks bilden dem Stil der Zeit entsprechend fünf schlichte, rechteckige Kästen mit außen zwei großen, in der Mitte einem mittelgroßen und dazwischen zwei kleinen Pfeifenfeldern. Im kleineren Untergehäuse sind das Brustwerk mit aufklappbaren Türen und der Spielschrank untergebracht. 2003 nahm Kurt Quathamer eine Revision der Orgel vor, stellte einige Register in andere Werke um, schuf zwei neue Flötenstimmen und einen Dulzian und ergänzte einen Tremulanten. Die Disposition lautet seitdem wie folgt:
| I Hauptwerk C– |               |    |   |
| 1.             | Prinzipal     | 8′ |   |
| 2.             | Oktave        | 4′ |   |
| 3.             | Flöte         | 4′ | N |
| 4.             | Prinzipal     | 2′ |   |
| 5.             | Mixtur III–IV |    |   |

| II Brustwerk C– |                 |    |   |
| 6.              | Gedackt         | 8′ |   |
| 7.              | Rohrflöte       | 4′ |   |
| 8.              | Blockflöte      | 2′ |   |
| 9.              | Sesquialtera II |    |   |
| 10.             | Dulcian         | 8′ | N |
|                 | Tremulant       |    | N |

| Pedal C– |             |     |
| 11.      | Subbaß      | 16′ |
| 12.      | Koppelflöte | 8′  |
| 13.      | Fagott      | 16′ |

- Koppeln: II/I, I/P, II/P
- Anmerkungen

N = neues Register (2003)

## Glocken
- „Trinitatis-Glocke“: 3426 kg, Ton a°, gegossen 1963, Glocken- und Kunstgießerei Rincker, Sinn

IM NAMEN DES VATERS UND DES SOHNES UND DES HEILIGEN GEISTES
St. TRINITATIS-GLOCKE DER EV.-LUTH. DOMGEMEINDE ZU SCHLESWIG
- „Petriglocke“: 2232 kg, Ton c’, gegossen 1954, Glocken- und Kunstgießerei Rincker, Sinn

ALS St. PETRI-GLOCKE 1661 GEGOSSEN + IM KRIEGE 1914 - 1918 EINGESCHMOLZEN + ANNO DOMINI 1954 NEU ERSTANDEN UND DURCH DEN BISCHOF FÜR SCHLESWIG D. WESTER GEWEIHT
WIR WARTEN ABER EINES NEUEN HIMMELS UND EINER NEUEN ERDE NACH SEINER VERHEISSUNG IN WELCHER GERECHTIGKEIT WOHNT + 2. PETRUS 3, 13
- „Marienglocke“: ca. 1900 kg, Ton e’, gegossen 1396, Gießer "T"

SIGNVM : DONO : CHORO : FLEO : FUNERA : FESTA : DECORO + A . D . M . CCC . LXXXXVI EGO . VOCOR . MARIA .... T
- „Lutherglocke“: 921 kg, Ton g’, gegossen 1954, Rincker, Sinn

ALS LUTHERGLOCKE 1925 GEGOSSEN + IM KRIEGSJAHRE 1942 EINGESCHMOLZEN + ANNO DOMINI 1954 NEU ERSTANDEN UND DURCH DEN BISCHOF FÜR SCHLESIWG D. WESTER GEWEIHT
+ VERLEIH UNS FRIEDEN GNÄDIGLICH HERR GOTT ZU UNSEREN ZEITEN + ES IST JA DOCH KEIN ANDRER NICHT DER FÜR UNS KÖNNTE STREITEN DENN DU UNSER GOTT ALLEINE +
- „Kleine Herrenglocke“: ca. 800 kg, Ton a’, gegossen 1397, Gießer "T"

+ ANNO . DOMINI . MILESIMO . CCC . LXXXXVII . T +
- Unbenannte Glocke, ca. 14. Jahrhundert, inaktiv, befindet sich im Kirchenschiff

Gravur 1962: MISERERE DOMINE / DONA NOBIS PACEM 1962

## Gemeindekirche
Der Schleswiger Dom ist heute Zentrum einer großen Gemeinde, die sich in drei Gemeindebezirke (Dom-West, Dom-Ost, St. Jürgen) gliedert und von einem 13-köpfigen Kirchengemeinderat geleitet wird.
Der Dom ist täglich geöffnet. Es finden Domführungen statt. Aus dem hohen Westturm kann man einen Blick auf die Stadt Schleswig werfen. Von dort ist unter anderem die Altstadt, der Hafen sowie der neue Stadtteil „Auf der Freiheit“ zu sehen. und das ehemalige Gelände der Landesgartenschau 2008.
Über das gottesdienstliche, kirchenmusikalische, kirchen- und gemeindepädagogische Angebot informiert die Homepage, außerdem das Gemeindeblatt 3 in Schleswig, das zusammen mit den beiden anderen Schleswiger Kirchengemeinden St. Michaelis und Friedrichsberg herausgegeben wird.

## Geistliche
Der Schleswiger Dom ist seit dem Mittelalter Sitz der Bischöfe von Schleswig.
Neben dem Bischof gab und gibt es weitere Prediger am Dom, darunter:
- Jasper Boysen (1765–1818), Hauptpastor und Propst 1804–1816
- Nicolaus Theodor Boysen (1797–1885), Hauptpastor und Propst 1834–1850 (von der dänischen Regierung abgesetzt), 1848–1851 Abgeordneter der Schleswig-Holsteinischen Landesversammlung

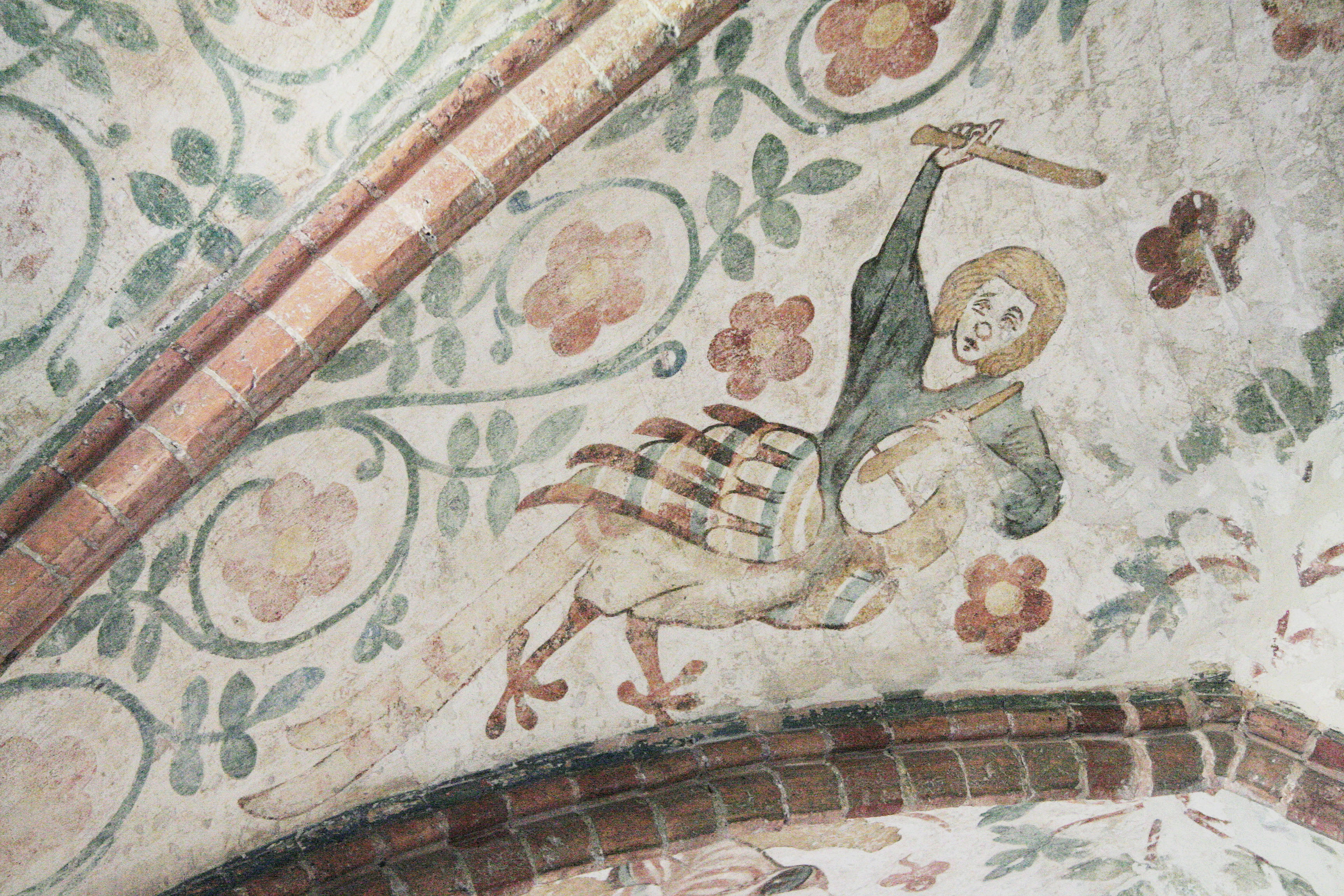
Beispiel für eines der Fabelwesen im Kreuzgang-Gewölbe
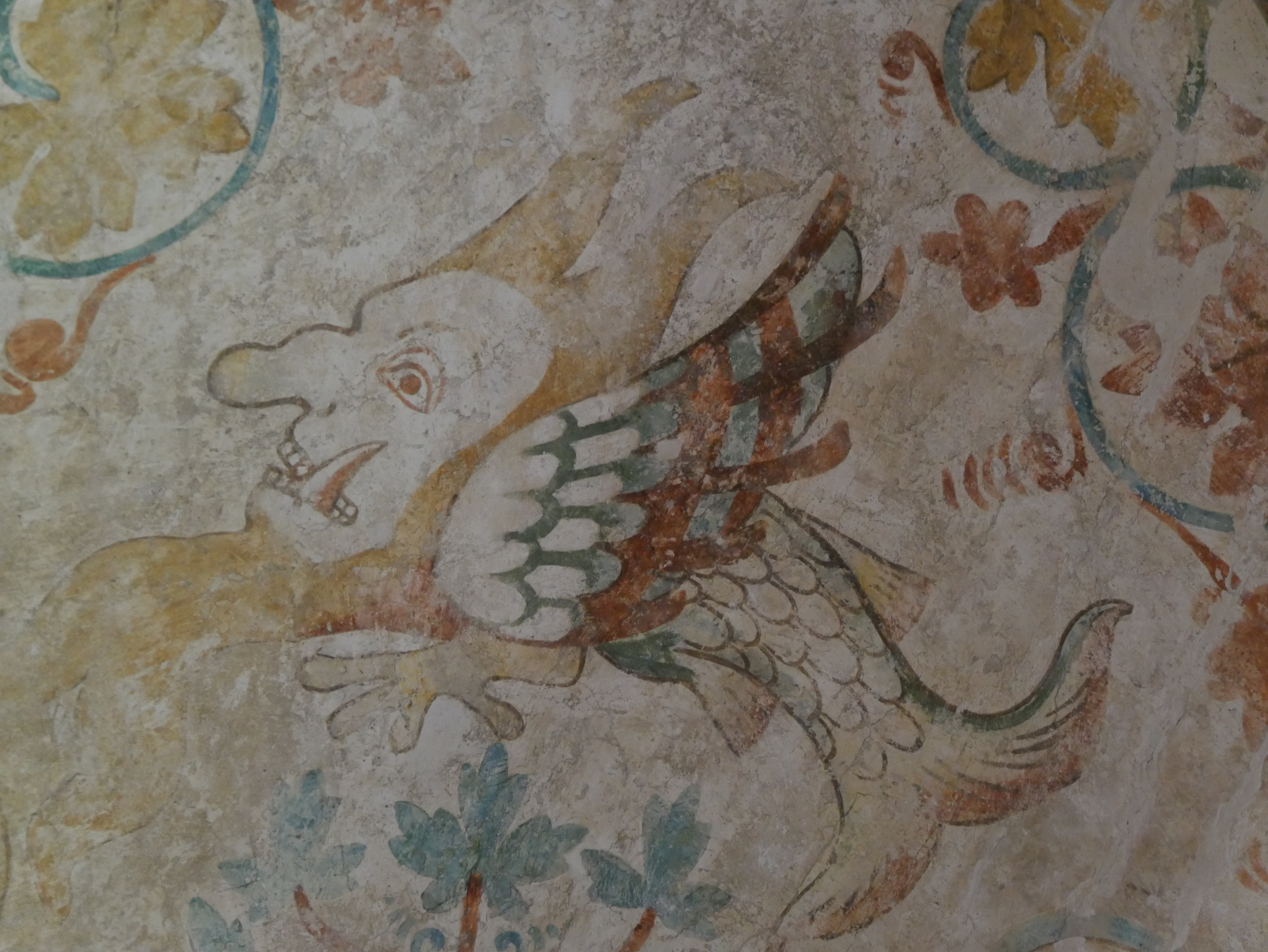
Ein weiteres Fabelwesen des Deckengewölbes im Kreuzgang
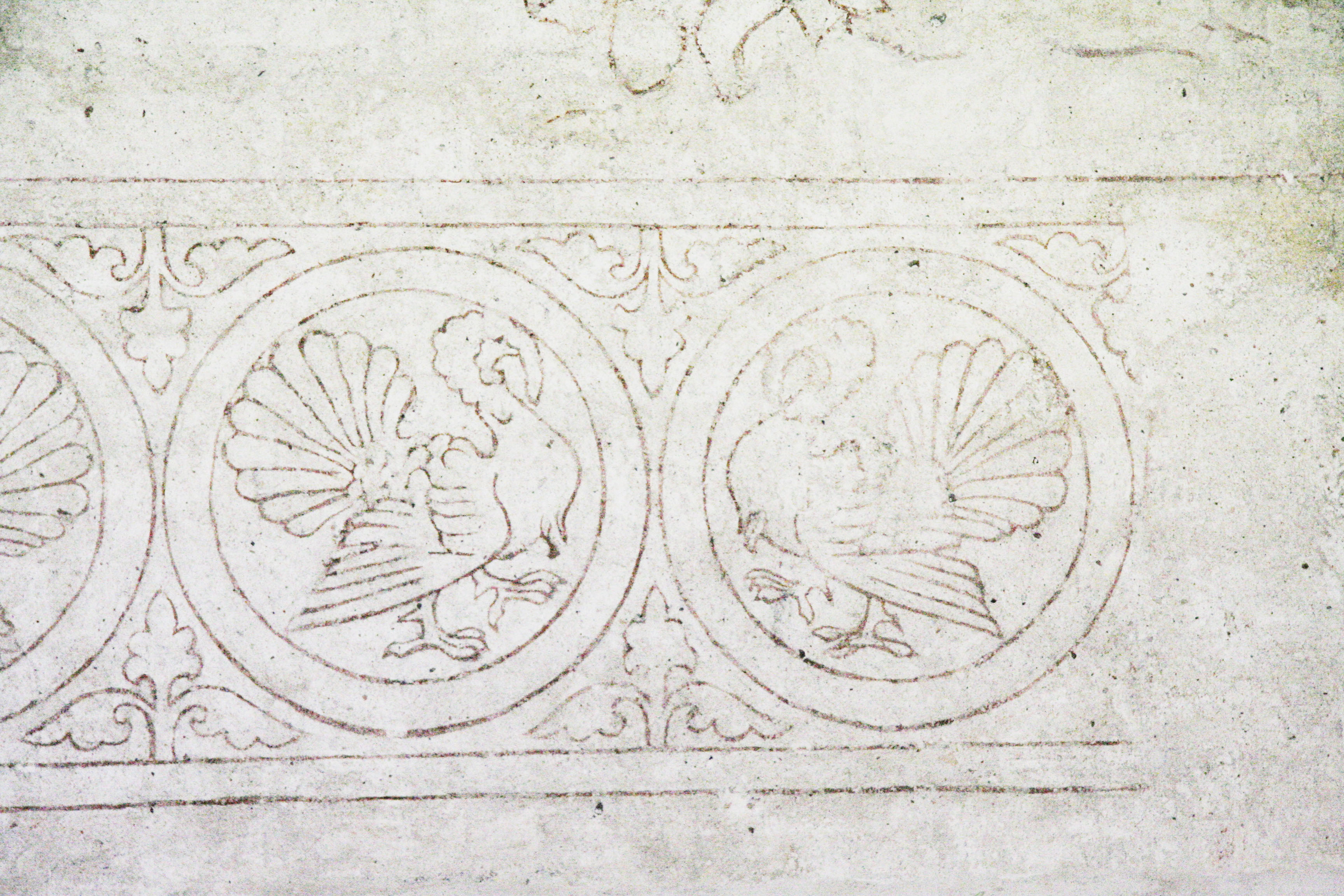
Zwei der vier im 20. Jh. gefälschten Truthahn-Medaillons unterhalb der „Kindermord in Bethlehem“-Wandszene
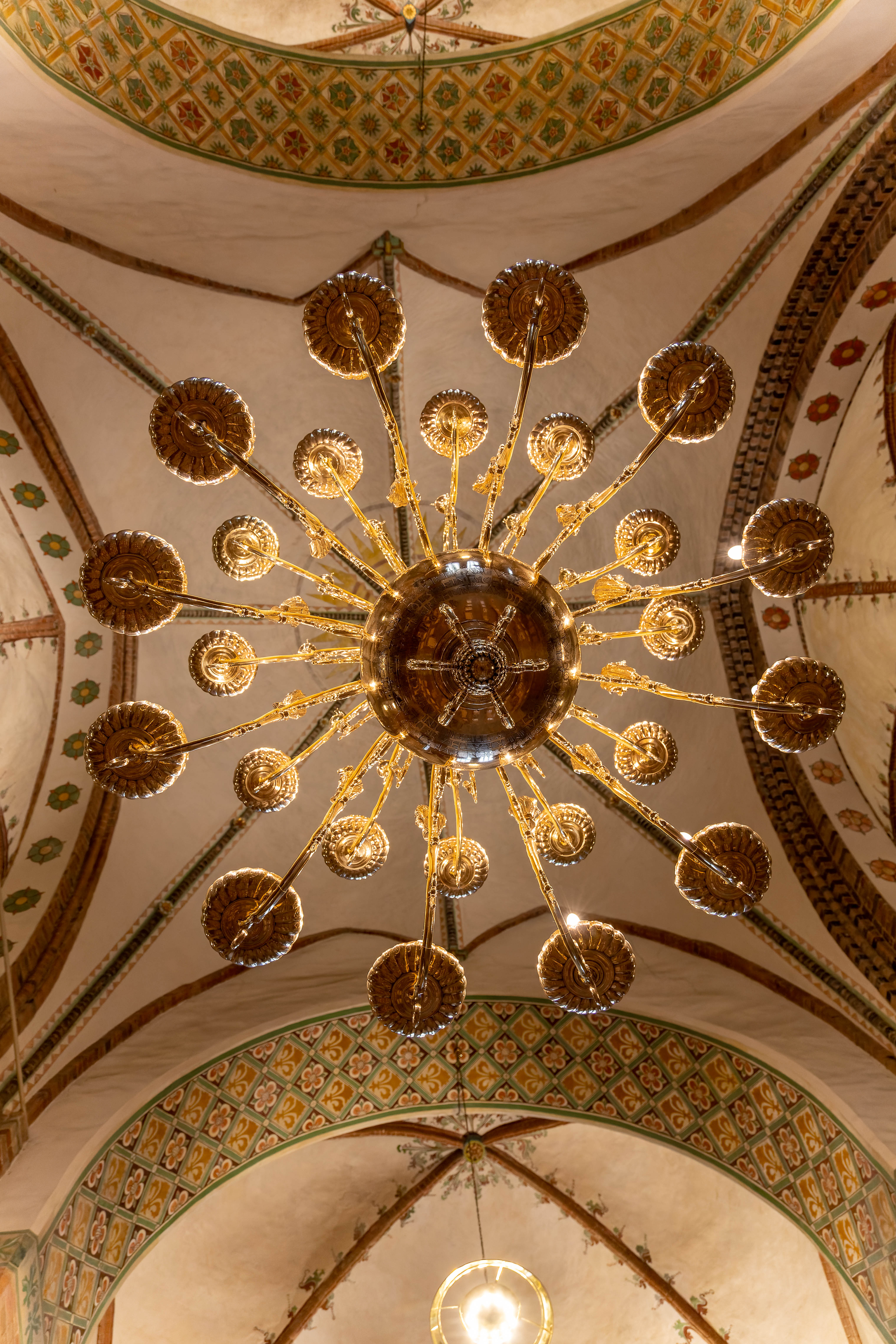
Der im Dom hängende Leuchter
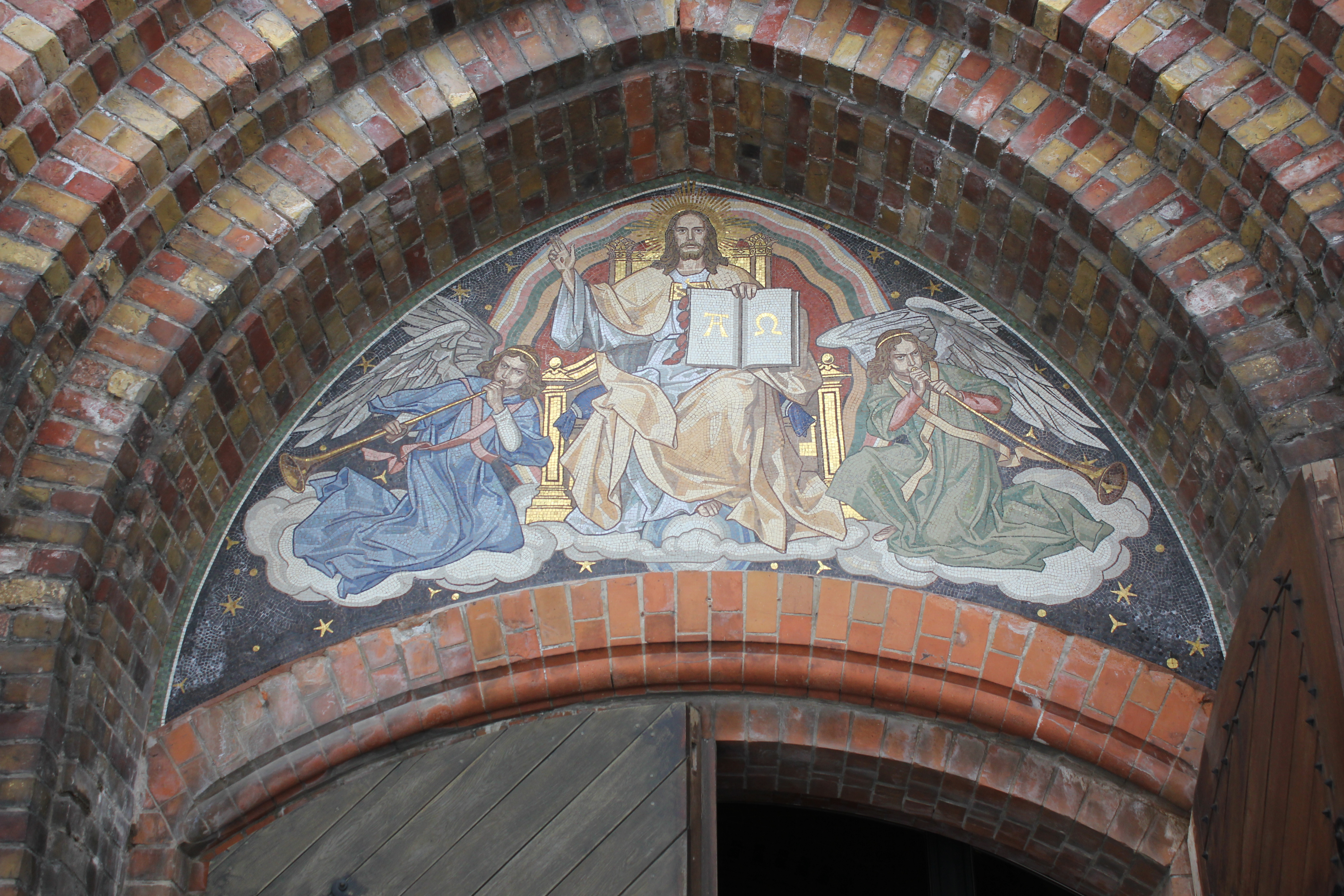
Bild über Eingangsportal, Wilhelm Döringer
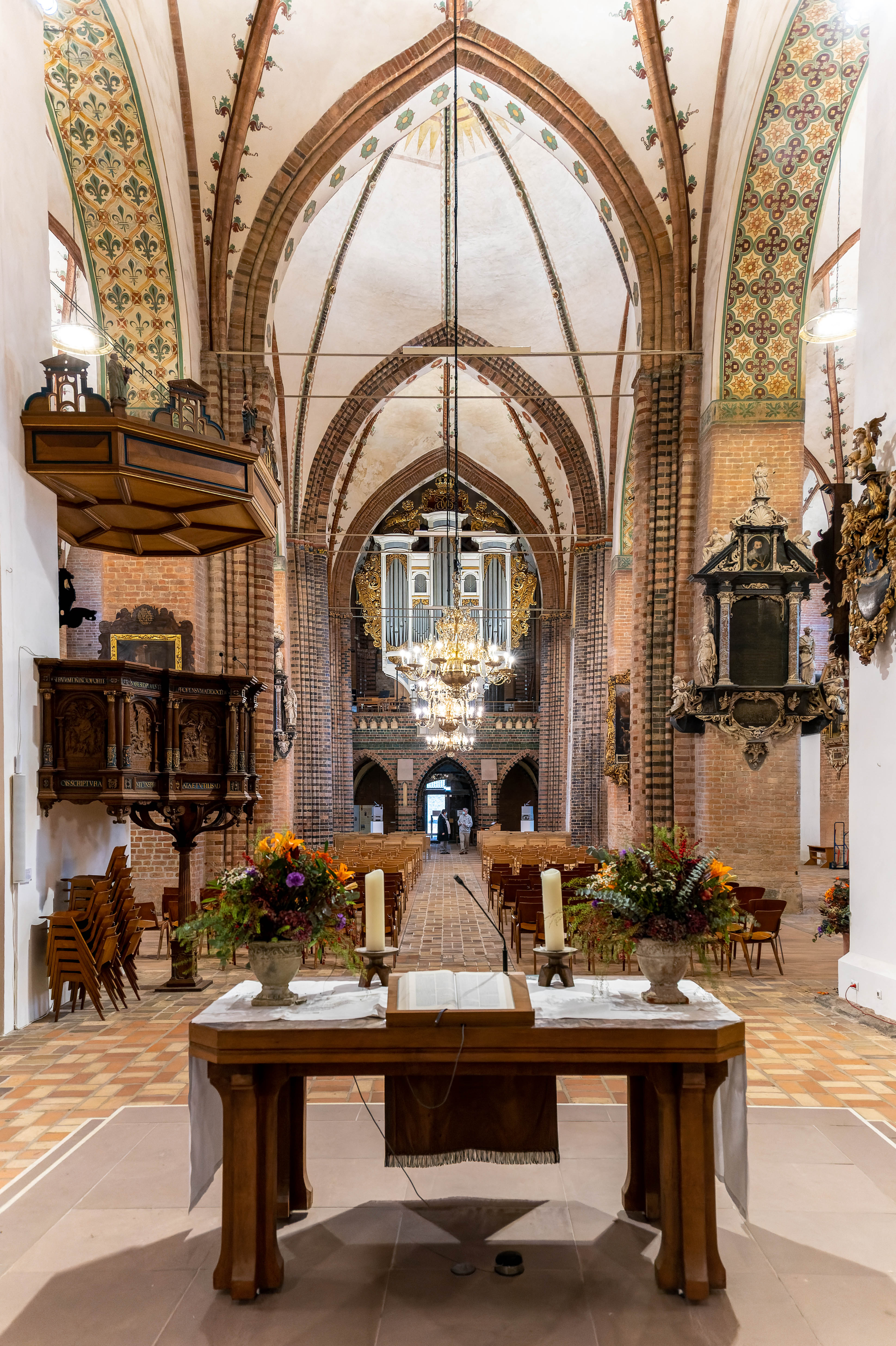
Blick vom Chor zur Orgel
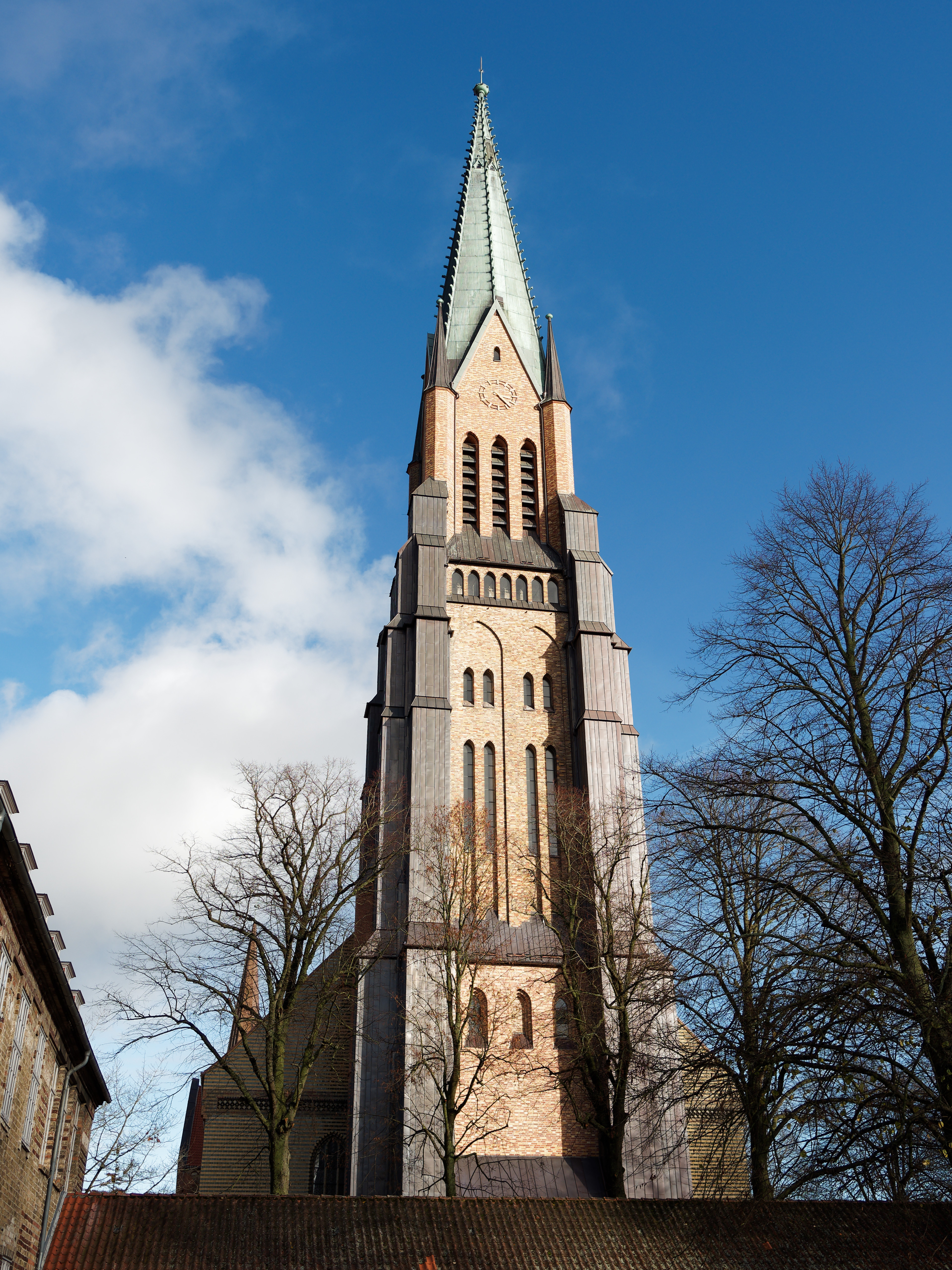
Der renovierte Kirchturm (2021)
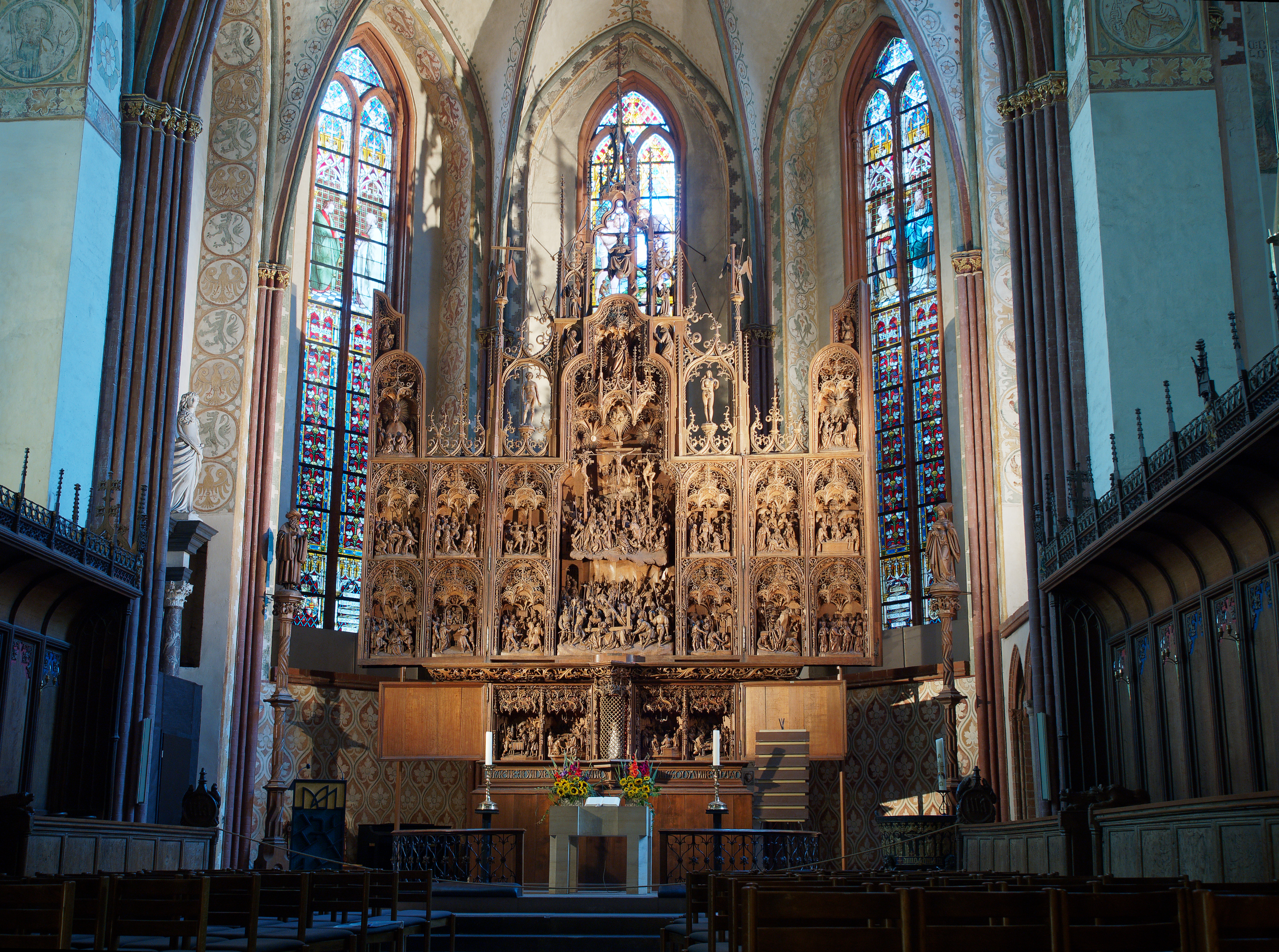
Altar, Gesamtansicht